# Districte de Kaiserslautern
El Landkreis Kaiserslautern és un districte de la regió del Palatinat, a l'estat de Renània-Palatinat, Alemanya. Els districtes veïns són el Landkreis Kusel, el Donnersbergkreis, Bad Dürkheim i el districte de Südwestpfalz. Una petita part del municipi de Brüchmühlbach-Miesau limita directament amb el Saarpfalz-Kreis de Saarland. La ciutat independent de Kaiserslautern és envoltada quasi completament pel districte.

## Geografia
Aproximadament un terç de la superfície del districte de Kaiserslautern està ocupat pel Pfälzerwald o Bosc del Palatinat. A la part occidental hi ha l'anomenat Sickinger Höhe i al nord el districte entra a la zona muntanyosa del Nordpfalz. La Kaiserslauterer Senke és una depressió estreta d'una amplada de 3 a 7 kilòmetres que va d'est a oest i separa el sud del districte amb el nord.
El Landkreis Kaiserslautern és al mig del Westpfalz. Les seves coordenades geogràfiques són 7° 24′ i 8° a l'est de Greenwich així com 49° 18′ i 49° 36′ al nord de l'Equador.
El districte s'estén 43 kilòmetres de l'oest a l'est i 32 kilòmetres de nord al sud. El punt més alt es troba a 2 kilòmetres al sud de Johanniskreuz, a la muntanya Steinberg amb 528 metres d'altura. El lloc més profund del districte és a Olsbrücken, on el Lauter flueix a una altitud sobre el mar de 205 metres.

## Història

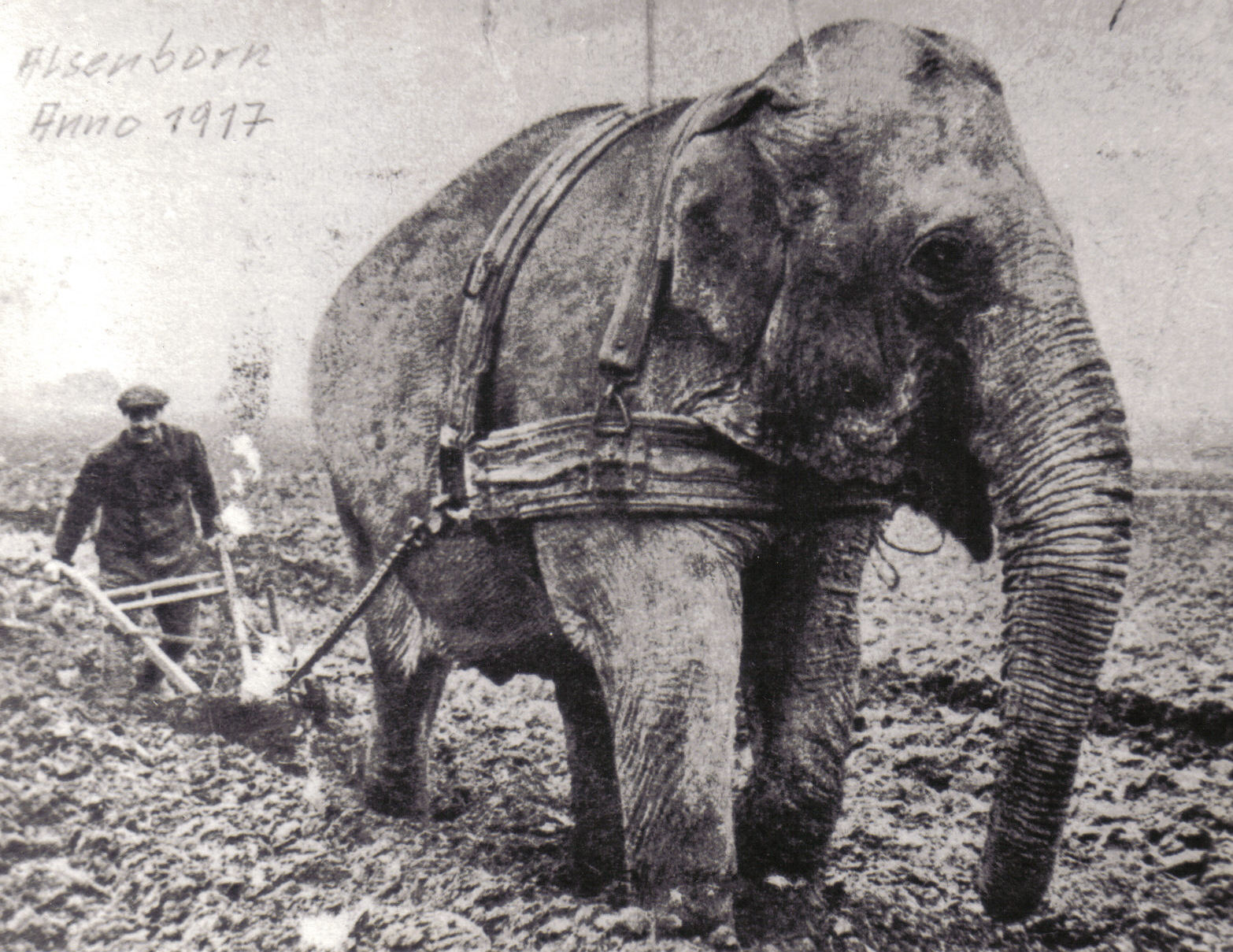
Elefant utilitzat per llaurar a Alsenborn el 1917

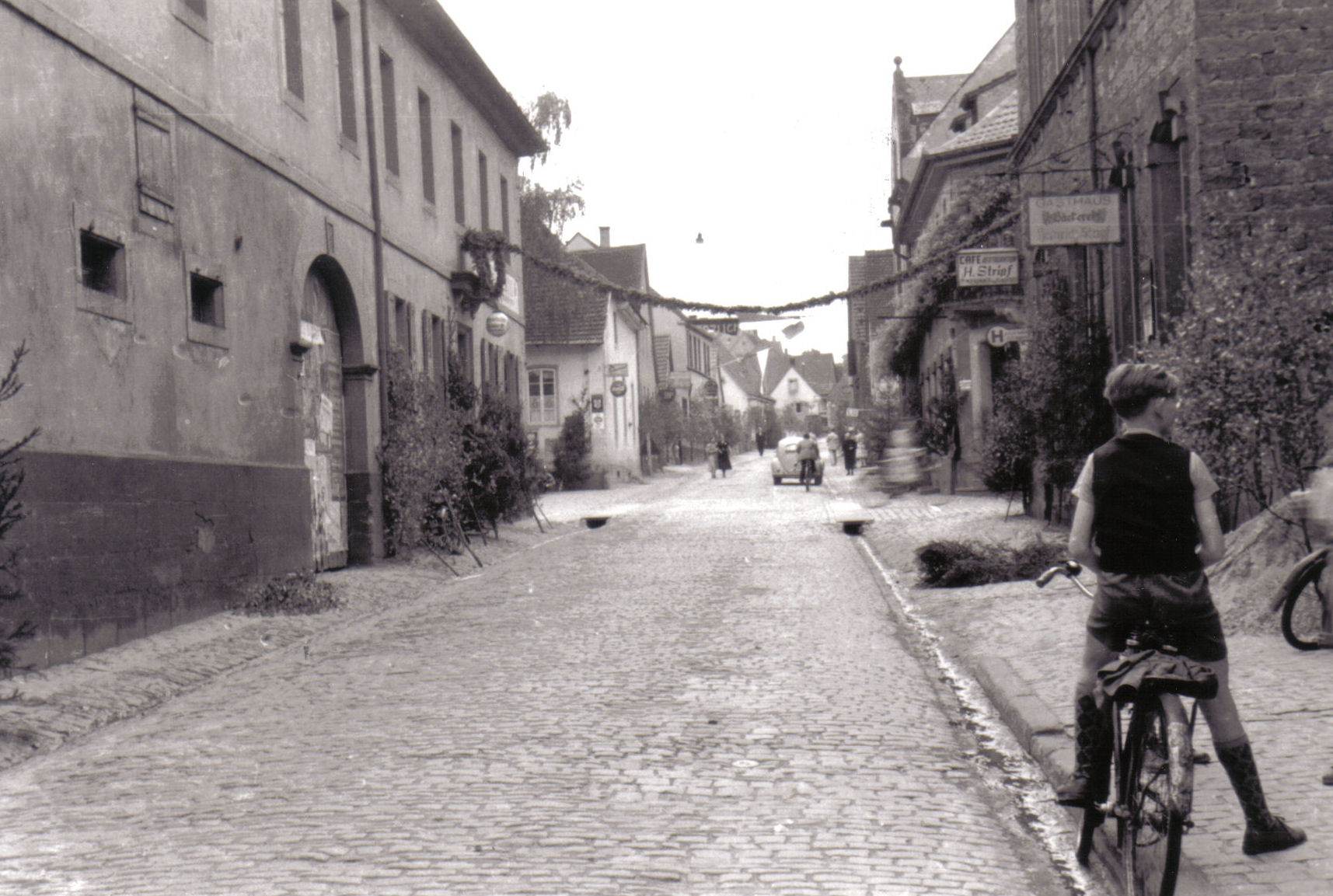
Hauptstraße d'Enkenbach a l'any 1953

Als principis de l'Edat de pedra l'àrea del districte probablement estava per primera vegada colonitzada a la zona de Höhe Sickinger. Posteriorment els romans van ocupar l'àrea per la zona de Kaiserslauterer Senke i el Landstuhler Bruch. Després d'una desocupació del territori els segles v i vi, els Francs el van recolonitzar. De 221 viles conegudes que van ser aixecades al Palatinat en van aguantar 85, la qual cosa indica que van ser fundades en llocs inadequats.
El districte de Kaiserslautern va ser fundat el 1817 pel rei bavarès, el 1862 se li va donar el càrrec de com a comissariat del país i el 1939 aquest càrrec es va traslladar a Landstuhl. A la reforma circular del 1969/72 es van canviar els límits del districte, ja que dues àrees es van integrar al districte dissolt de Rockenhausen.
Des de 1962 el districte té un agermanament amb el Lancaster County, Pennsilvània. Forma part de l'agermanament de Renània-Palatinat amb Ruanda, i el districte té des de 1983 un agermanament amb el districte de Musasa. El 2002 va començar un agermanament districte polonès d'Olesno. Des de 2003 existeix també un agermanament amb el Comtat de Rapla a Estònia.

### Escut

#### Descripció
Sobre el capçal d'or de l'escut hi ha una àliga negra amb les ales esteses i el bec vermell. A sota, l'escut es divideix en tres: en la primera part, hi ha sobre fons negre un lleó amb corona i ungles vermelles. Al centre tres barres, dues de vermelles i la del mig blanca amb un lluç europeu pintat de blau. I a la tercera hi ha 5 boles de plata. (Wappen-Genehmigung 14 desembre de 1959)

#### Significat
L'àliga de la part superior representa els territoris reials del Königspfalz Lautern (el rei del Palatinat del Lauter). El lleó de l'esquerra és l'escut d'armes del Palatinat, el peix i les barres del centre són la bandera de Kaiserslautern (el lluç se suposa que era el menjar preferit de l'emperador Frederic Barbarossa). Les monedes de la dreta representen la família dels Sickingen i el seu estatus.

## Política

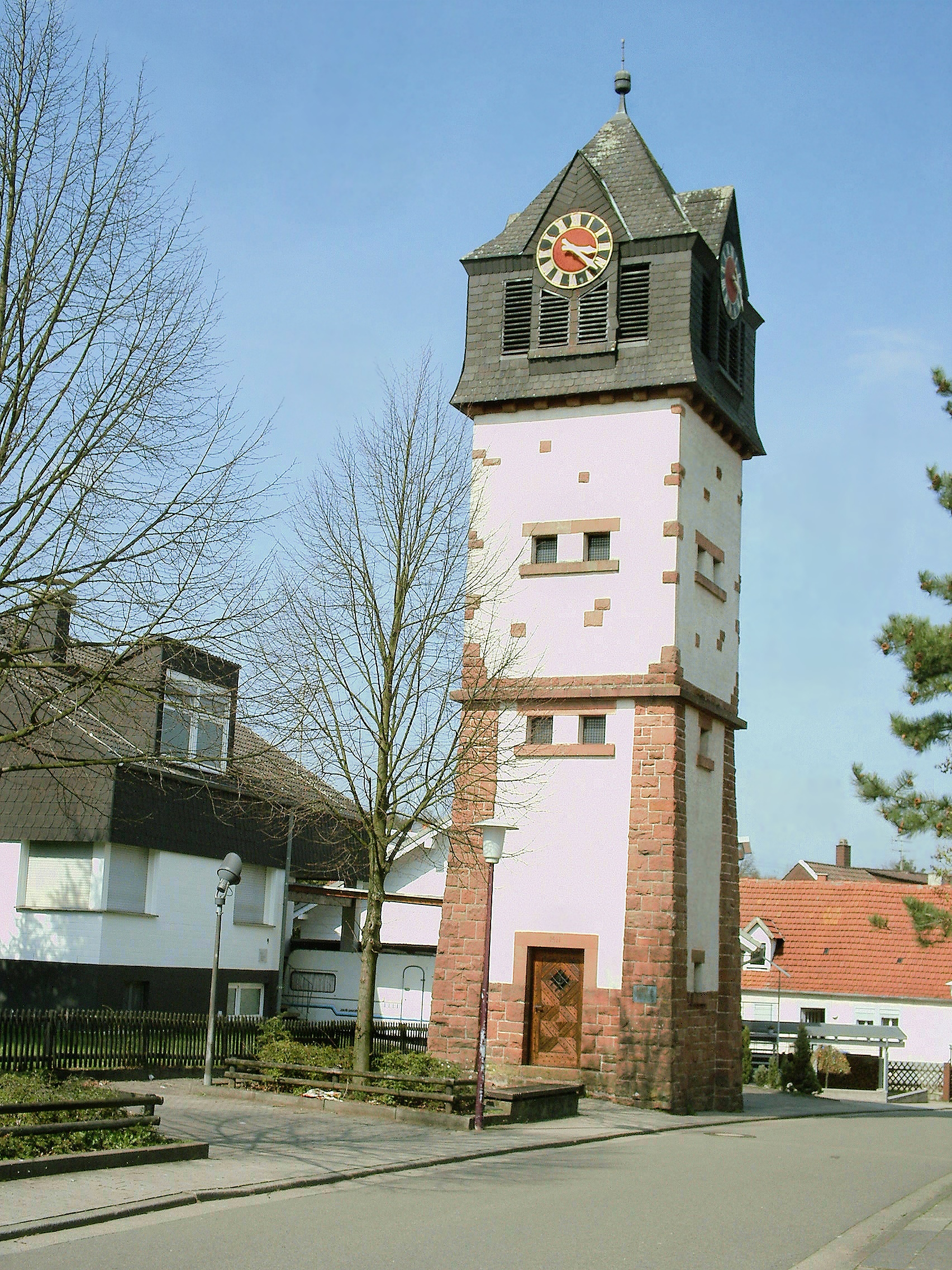
Torre del rellotge (Glockenturm) a Rodenbach

### Kreistag
El dia de les eleccions al districte (Kresitag) el 13 de juny de 2004, es van donar els següents resultats:
| Partits                     | % 2004 | Escons 2004 | % 1999 | Escons 1999 |
| --------------------------- | ------ | ----------- | ------ | ----------- |
| CDU                         | 42,9   | 18          | 44,4   | 19          |
| SPD                         | 32,1   | 13          | 39,1   | 17          |
| FWG                         | 16,1   | 7           | 10,8   | 5           |
| DIE GRÜNEN                  | 5,0    | 2           | 3,4    | 1           |
| FDP                         | 3,9    | 2           | 2,3    | 0           |
| total                       | 100,0  | 42          | 100,0  | 42          |
| Participació electoral en % | 64,3   | 64,3        | 70,4   | 70,4        |

### Landräte (presidents)
- 1945–1950: Otto Schellhaas
- 1950–1959: Werner Spieß
- 1959–1975: Friedrich-Ludwig Wagner
- 1975–1991: Rudolf Erich Tartter (CDU)
- des de 1991: Rolf Künne (SPD)

## Religió

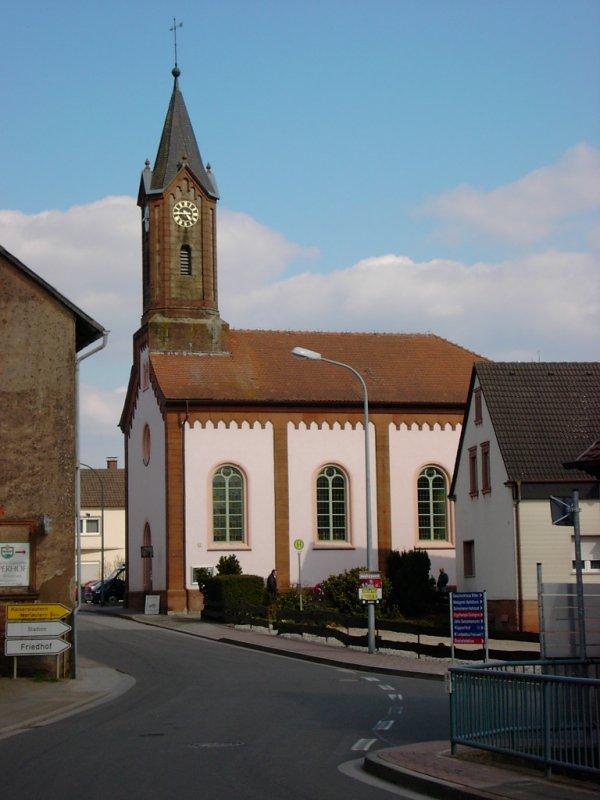
Antiga església evangèlica d'Otterbach, avui convertida en un museu de motocicletes

### Esglésiaprotestant
Els municipis del districte pertanyen a un total de set districtes de l'Església Evangèlica del Palatinat (o Dekanats) dels quals el Dekanat de Otterbach és el que representa al districte de Kaiserslautern. Els altres districtes de l'església al Palatinat són:
Dekanat Homburg
Dekanat Winnweiler
Dekanat Kaiserslautern
Dekanat Otterbach
Dekanat Kusel
Dekanat Pirmasens
Dekanat Neustadt an der Weinstraße

### Esglésiacatòlica
El districte de Kaiserslautern pertany a la diòcesi d'Espira (Speyer en alemany). Els Dekanats del districte són el de Kaiserslautern i el de Landstuhl. Els altres Dekanats catòlics del Palatinat són:
Dekanat Kusel
Dekanat Pirmasens
Dekanate Neustadt an der Weinstraße
Dekanat Zweibrücken

## Cultura
Gairebé totes les organitzacions culturals importants es troben a la ciutat Kaiserslautern mentre que el districte posseeix poques instal·lacions d'aquest tipus.

## Economia i infraestructures

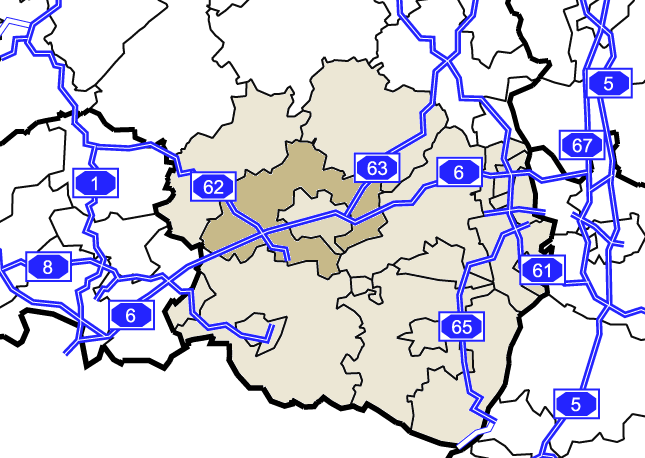
Autopistes federals al Landkreis Kaiserslautern

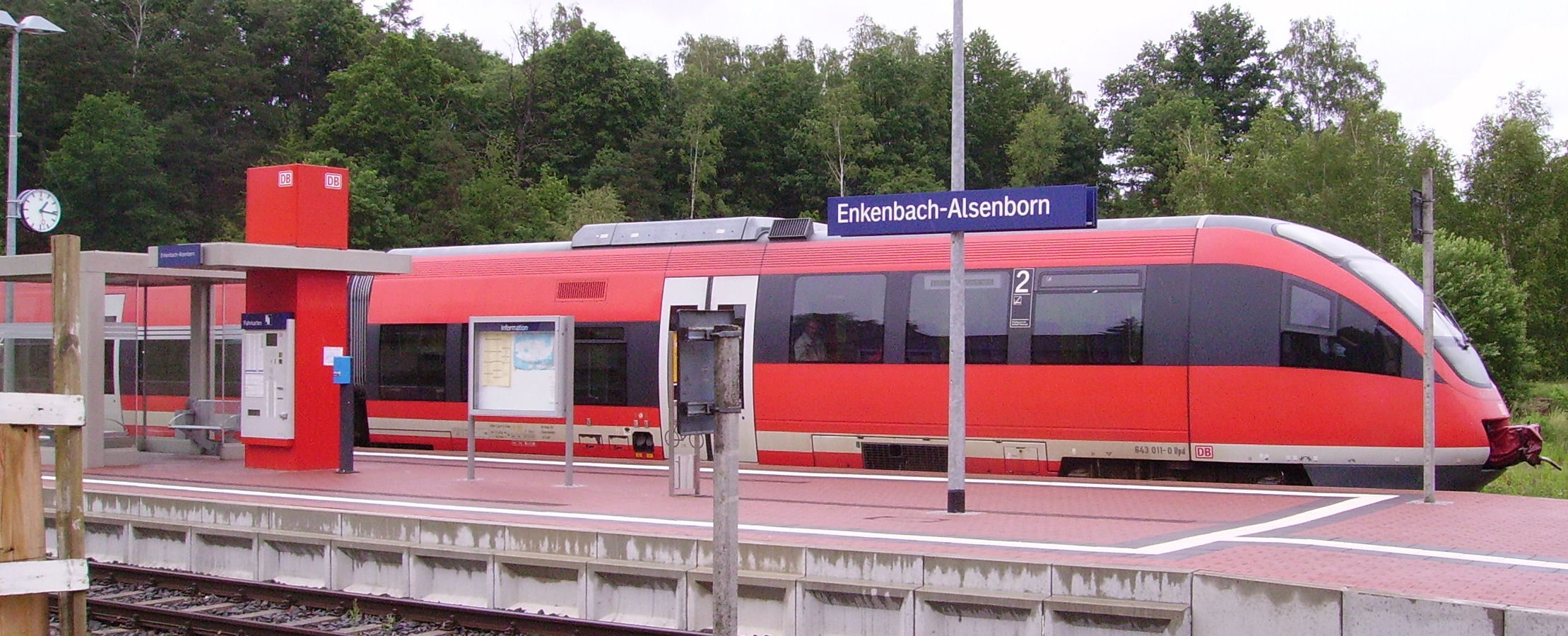
Estació de trens d'Enkenbach

El Kaiserslauterer Senke ha estat des de l'antiguitat un lloc de pas que unia la Lotaríngia amb el Rin. Per allí hi passava una via romana, una ruta del Kaiser i actualment ferrocarrils i autopistes.

### Trànsit rodat
A l'àrea del Landkreis Kaiserslautern hi passen una sèrie d'autopistes federals, com ara la Bundesautobahn 6 o A 6 (Saarbrücken-Ludwigshafen), la Bundesautobahn 63 o A 63 (Kaiserslautern-Magúncia) i la Bundesautobahn 62 o A 62 (Pirmasens-Kusel).
També hi ha diverses carreteres federals, entre elles la Bundesstraße 39, Bundesstraße 48 i Bundesstraße 270, abreviades com a B 39, B 48 i B 270.

### Trànsit per ferrocarrils
La construcció de la xarxa de ferrocarril a l'espai de Kaiserslautern començava amb la construcció de la Ludwigsbahn el 1845. Aquesta línia, després de la seva finalització, rebia la connexió al traçat de nord a sud del Rin i de Saarbrücken a la xarxa de ferrocarrils francesa. La Ludwigsbahn s'enllaça amb altres línies principals de tren. Aquests van normalment en direcció nord-sud i d'oest a est.
Al segle xx es van construir una petita part de les vies actuals. El tren va perdre el seu rol en el trànsit de persones i de béns. La línia fèrria avui ja no és tan decisiva per un municipi com al segle xix.

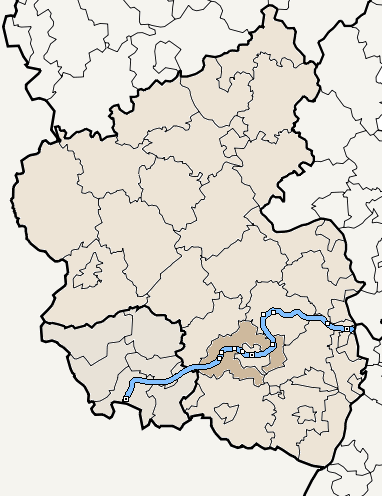
Plànol aproximat del projecte Saar-Pfalz-Rhein-Kanals

### Trànsit aeri
Després de la Segona Guerra Mundial a l'àrea de la Landstuhler Bruches es va crear a Ramstein la base aèria nord-americana de Ramstein, una de les més importants de l'OTAN i la més important a l'exterior dels Estats Units. La majoria dels municipis del districte estan sota rutes aèries dirigides a la base americana.

### Canals
El districte està ple de nombrosos rierols, però no són utilitzables com a canals navegables. El 1970 es va crear el projecte dels Saar-Pfalz-Rhein-Kanals, amb el qual s'havien d'unir el riu Saar i l'espai industrial del Rin i el Neckar amb un canal navegable, entre les ciutats de Saarbrücken i Frankenthal, aquest canal mai s'ha arribat a construir. A la imatge de la dreta, es pot veure el recorregut aproximat del canal, els municipis que s'hi representen amb blanc, d'esquerra a dreta, són els següents: Saarbrücken, Hütschenhausen, Ramstein, Weilerbach, Siegelbach, Kaiserslautern, Enkenbach, Winnweiler, Börrstadt, Dirmstein i Frankenthal.

### Oleoductes
Pel districte passen diversos oleoductes i gasoductes de gas natural de l'empresa Saar Ferngas Transport GmbH tals com l'oleoducte de l'OTAN de Zweibrücken a Fürfeld amb connexió a la base aèria americana de Ramstein (Ramstein Air base).

## Ciutats i municipis
Verbandsgemeindes o subdistrictes del Landkreis Kaiserslautern:
Indicats amb * les capitals dels Verbandsgemeinde.
Indicats amb un parèntesi els habitants el 31 de desembre del 2006.
| - 1. Verbandsgemeinde de Bruchmühlbach-Miesau 1. Bruchmühlbach-Miesau * (7.667) 2. Gerhardsbrunn (160) 3. Lambsborn (804) 4. Langwieden (267) 5. Martinshöhe (1.730) - 2. Verbandsgemeinde de Enkenbach-Alsenborn 1. Enkenbach-Alsenborn * (7.000) 2. Mehlingen (3.888) 3. Neuhemsbach (834) 4. Sembach (1.170) - 3. Verbandsgemeinde de Hochspeyer 1. Fischbach (828) 2. Frankenstein (1.072) 3. Hochspeyer * (4.680) 4. Waldleiningen (419) | - 4. Verbandsgemeinde de Kaiserslautern-Süd (capital: Kaiserslautern) 1. Krickenbach (1.202) 2. Linden (1.205) 3. Queidersbach (2.853) 4. Schopp (1.515) 5. Stelzenberg (1.199) 6. Trippstadt (3.105) - 5. Verbandsgemeinde de Landstuhl 1. Bann (2.305) 2. Hauptstuhl (1.262) 3. Kindsbach (2.479) 4. Landstuhl, * (8.852) 5. Mittelbrunn (707) 6. Oberarnbach (446) - 6. Verbandsgemeinde d'Otterbach 1. Frankelbach (339) 2. Hirschhorn/Pfalz (806) 3. Katzweiler (1.754) 4. Mehlbach (1.170) 5. Olsbrücken (1.156) 6. Otterbach * (4.007) 7. Sulzbachtal (476) | - 7. Verbandsgemeinde d'Otterberg 1. Heiligenmoschel (695) 2. Niederkirchen (2.087) 3. Otterberg, * (5.289) 4. Schallodenbach (926) 5. Schneckenhausen (604) - 8. Verbandsgemeinde de Ramstein-Miesenbach 1. Hütschenhausen (3.984) 2. Kottweiler-Schwanden (1.361) 3. Niedermohr (1.510) 4. Ramstein-Miesenbach, * (7.898) 5. Steinwenden (2.525) - 9. Verbandsgemeinde de Weilerbach 1. Erzenhausen (704) 2. Eulenbis (524) 3. Kollweiler (419) 4. Mackenbach (2.018) 5. Reichenbach-Steegen (1.464) 6. Rodenbach (3.257) 7. Schwedelbach (1.066) 8. Weilerbach * (4.676) |

## Galeria d'imatges

### Verbandsgemeinde de Bruchmühlbach-Miesau

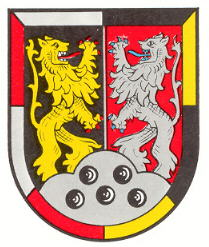
Escut del Verbandsgemeinde Bruchmühlbach-Miesau
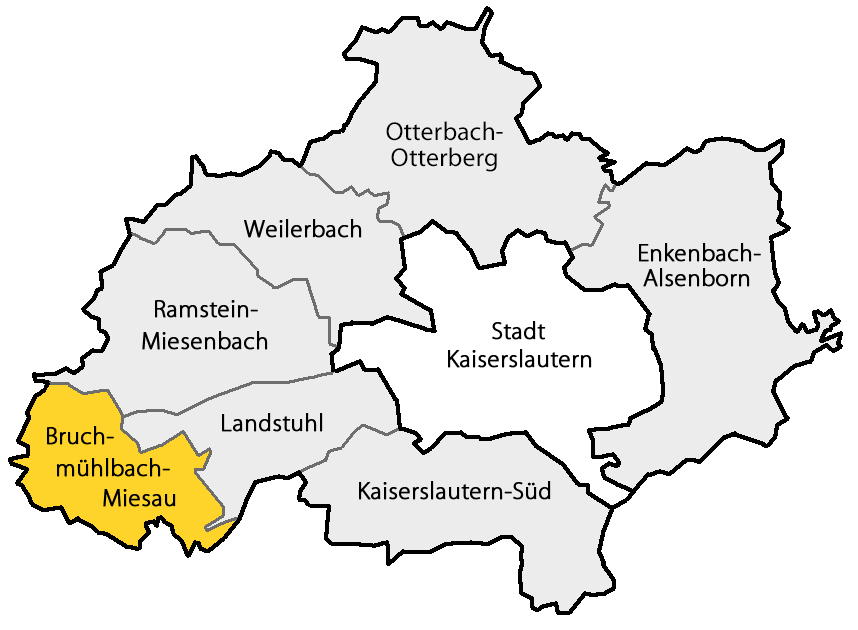
Mapa del Verbandsgemeinde Bruchmühlbach-Miesau
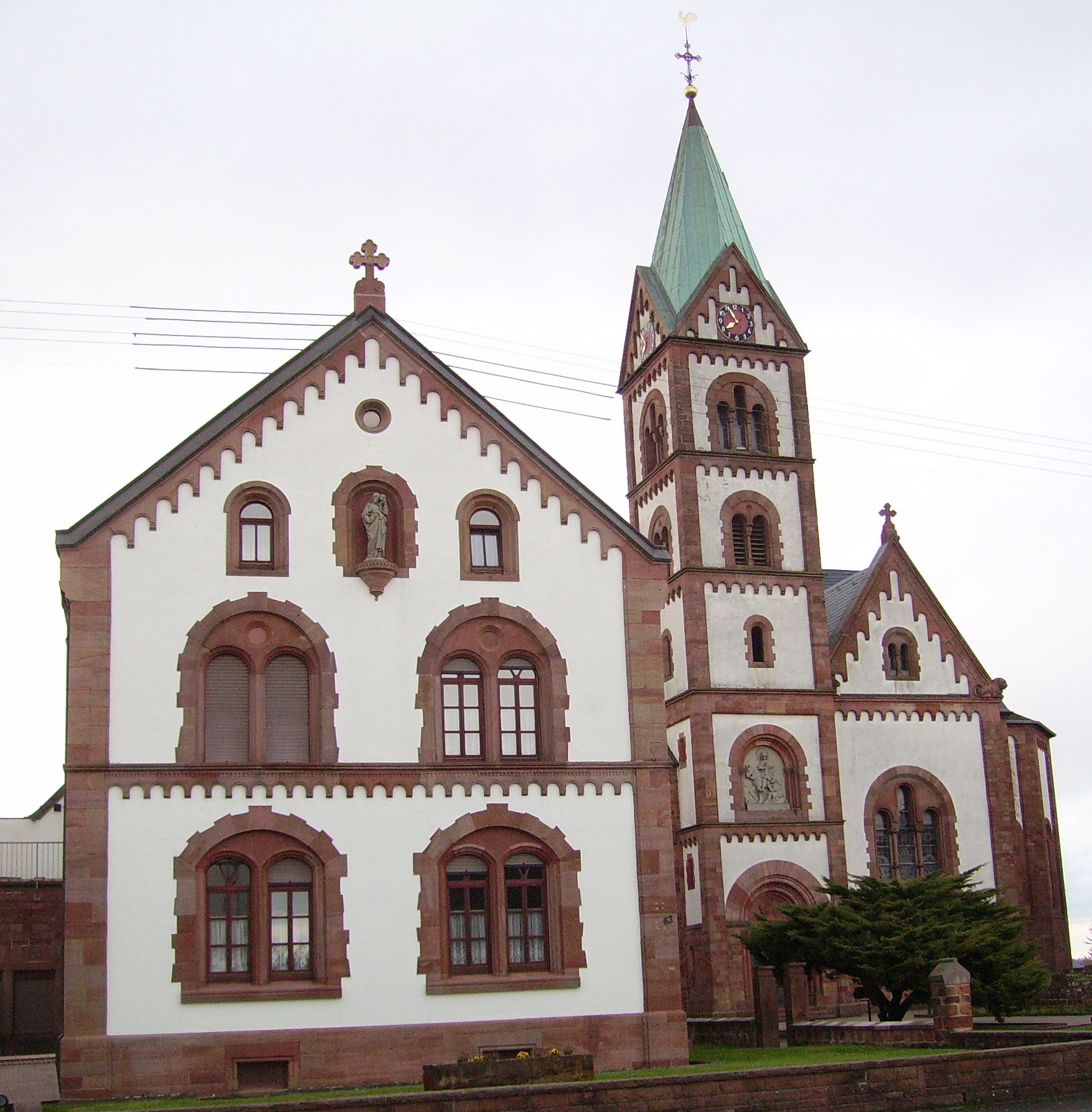
Martinskirche a Martinshöhe
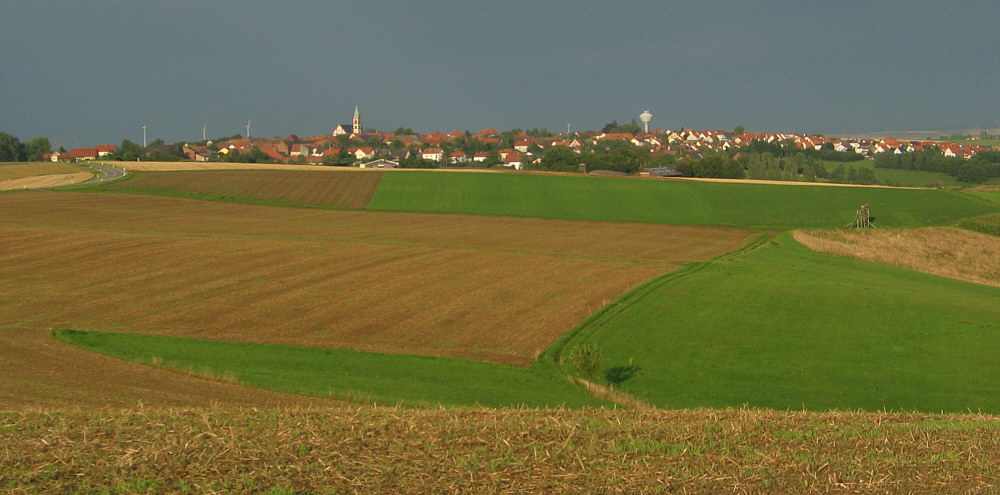
Paisatge rural de Martinshöhe

### Verbandsgemeinde de Enkenbach-Alsenborn

Escut del Verbandsgemeinde Enkenbach-Alsenborn
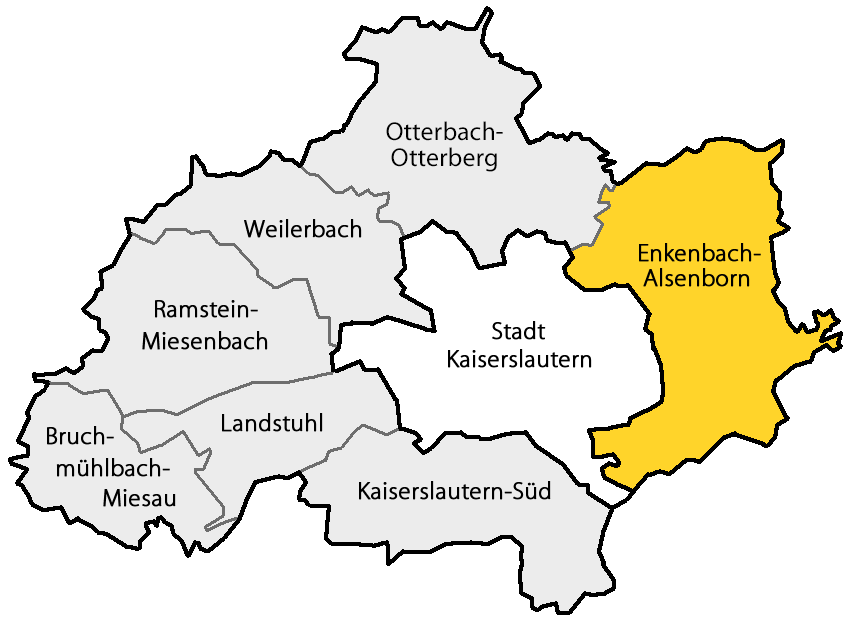
Mapa del Verbandsgemeinde Enkenbach-Alsenborn
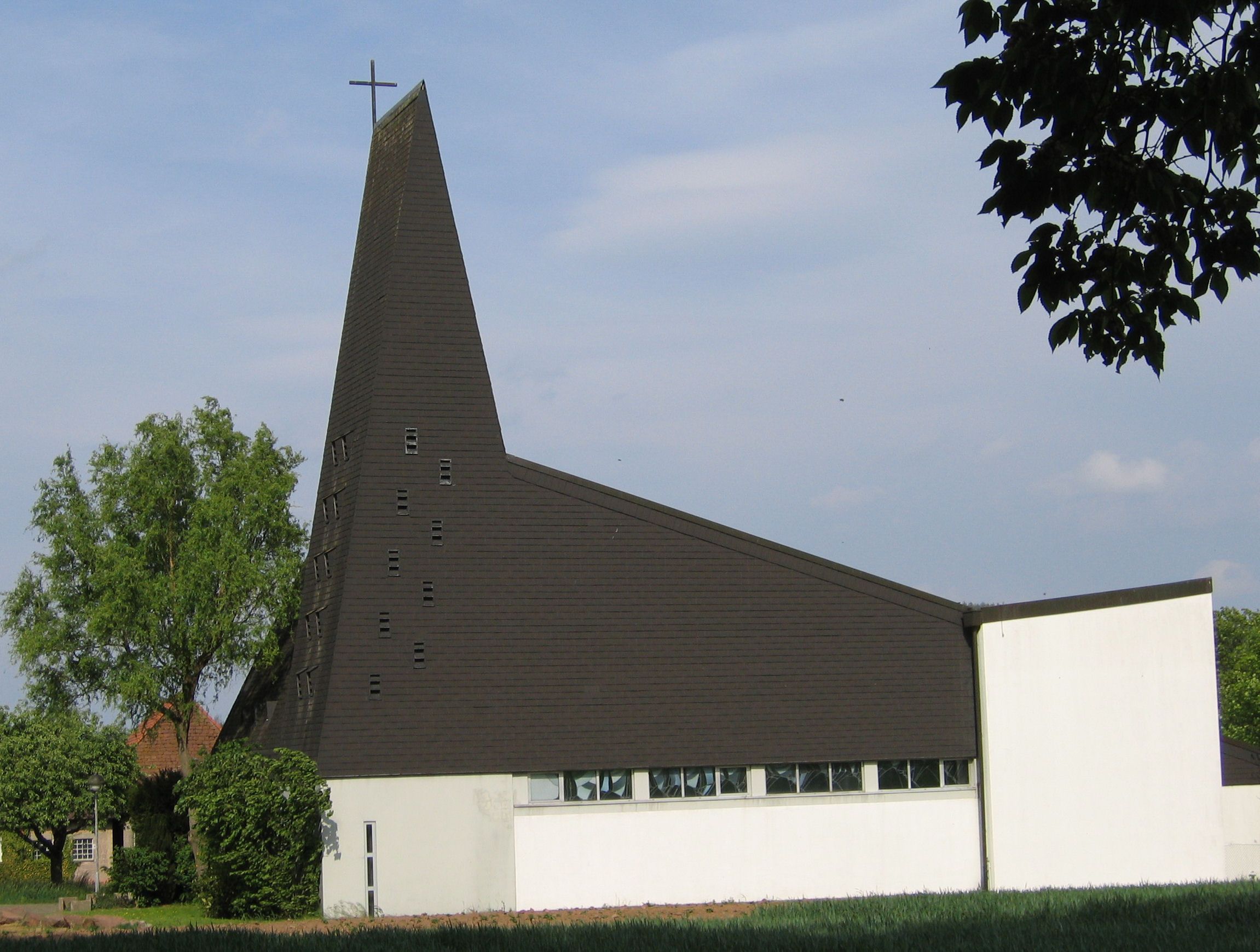
Església catòlica d'Alsenborn
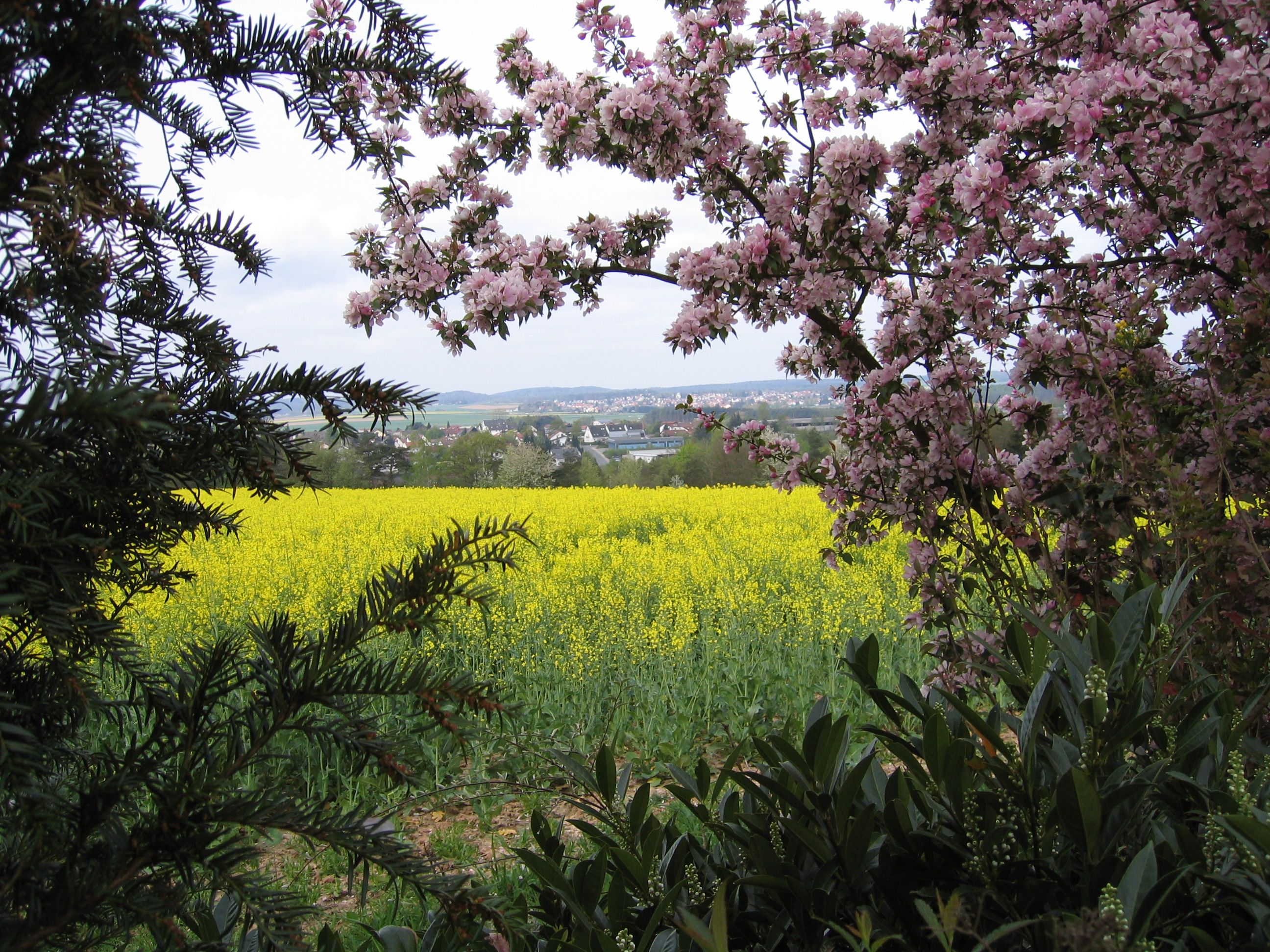
Enkenbach vist des dels camps dels voltants
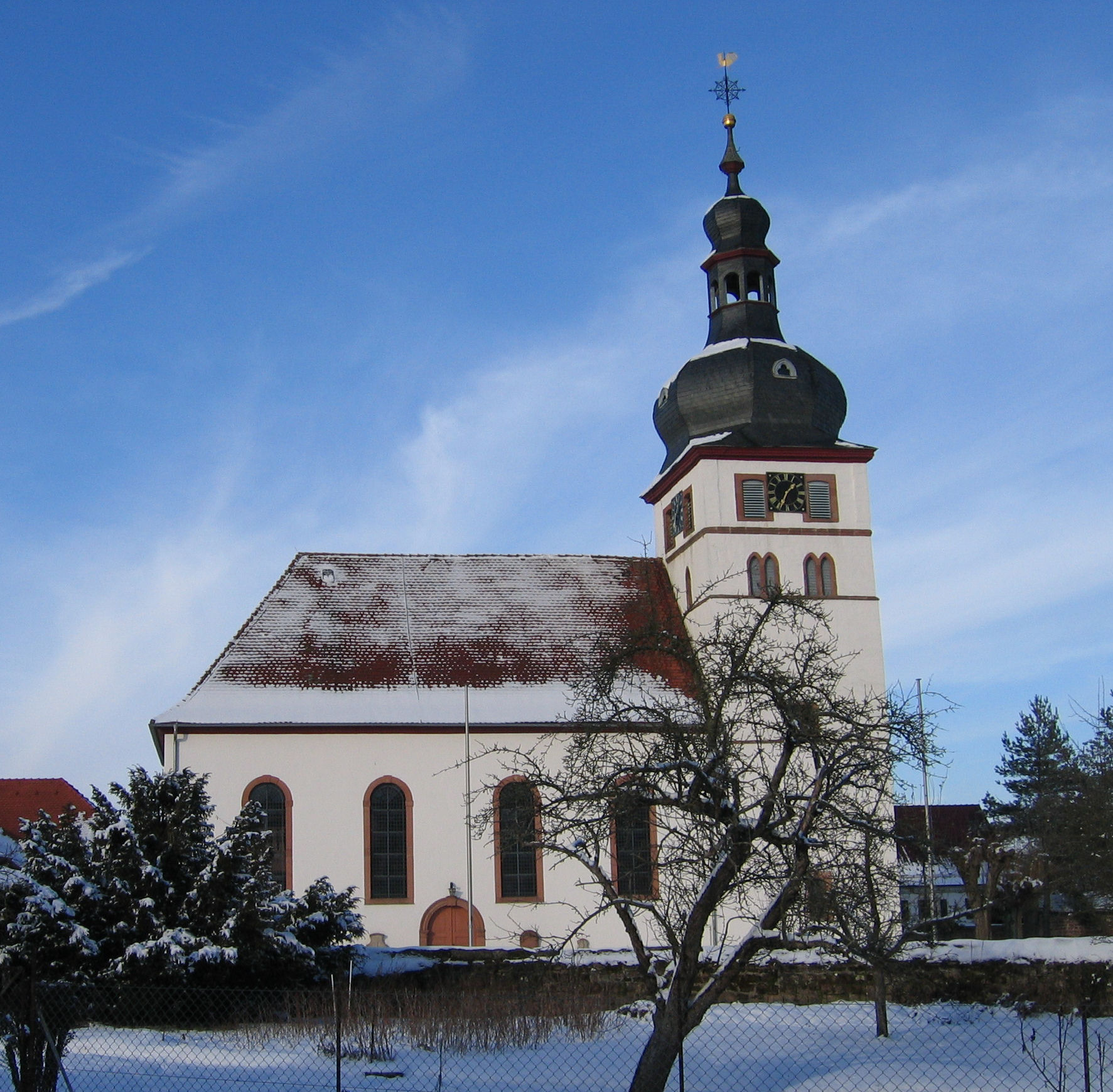
Església protestant d'Alsenborn a l'hivern
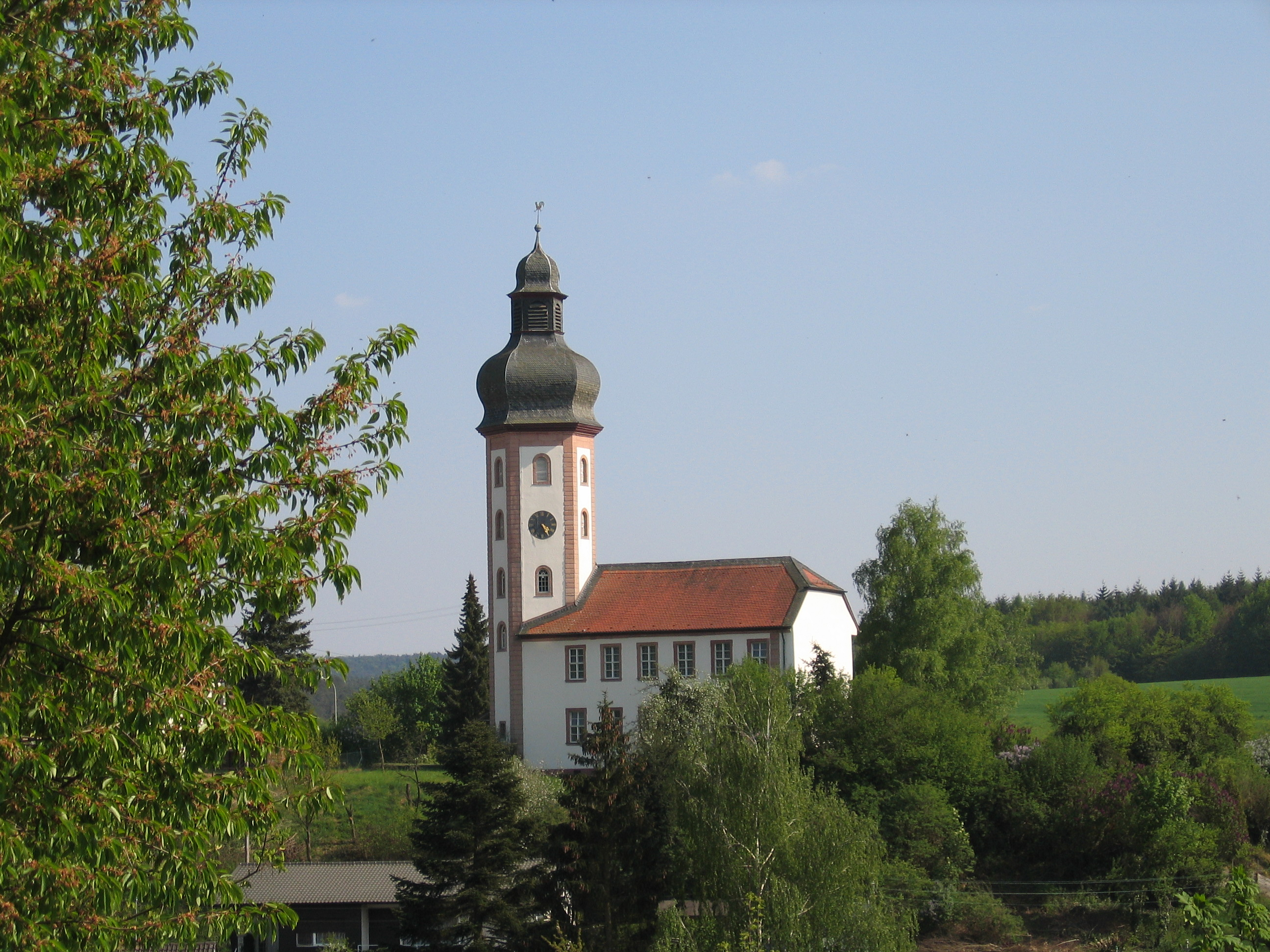
Schloßkirche de Neuhembach
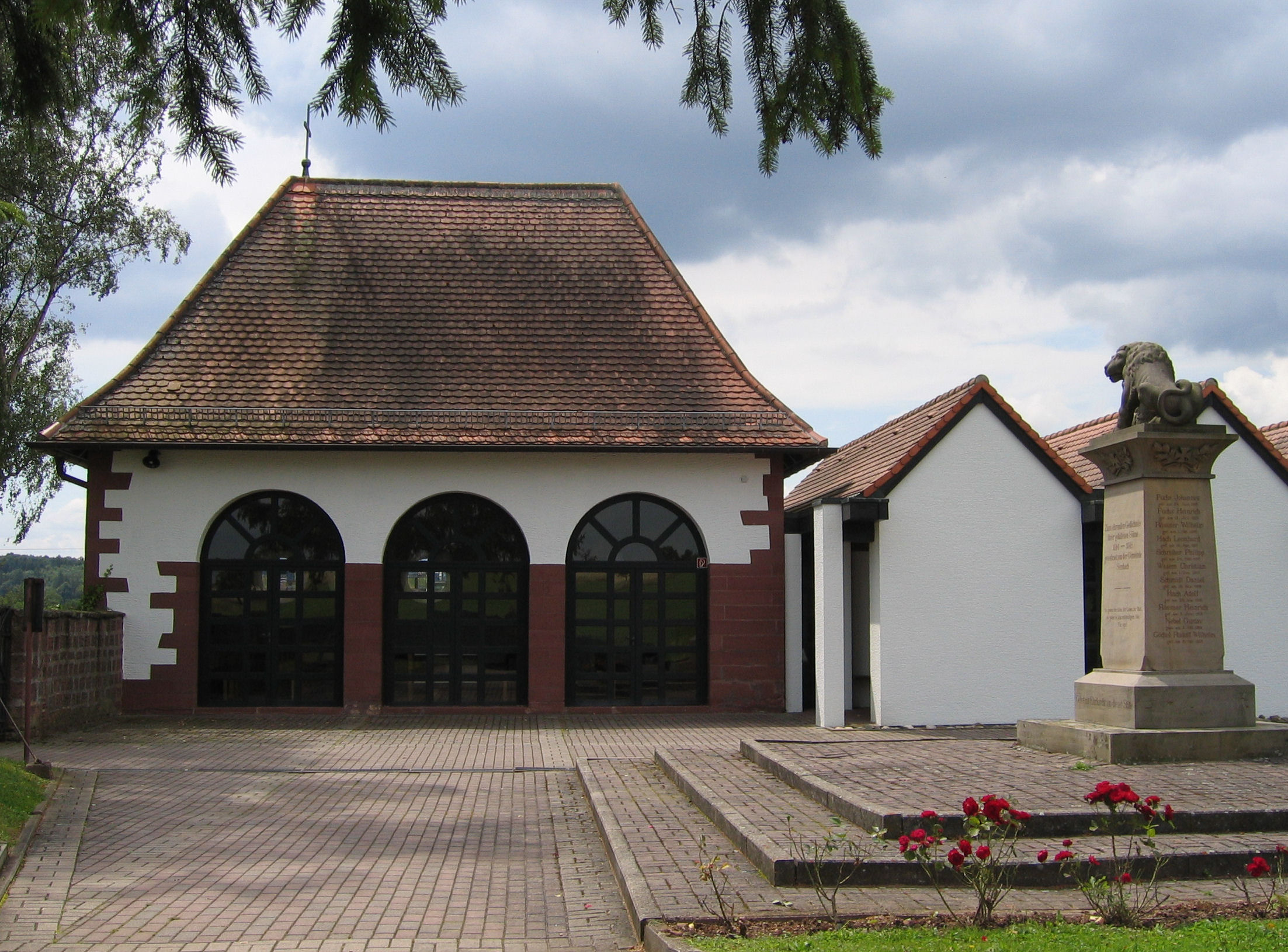
La Einsegnungshalle de Sembach
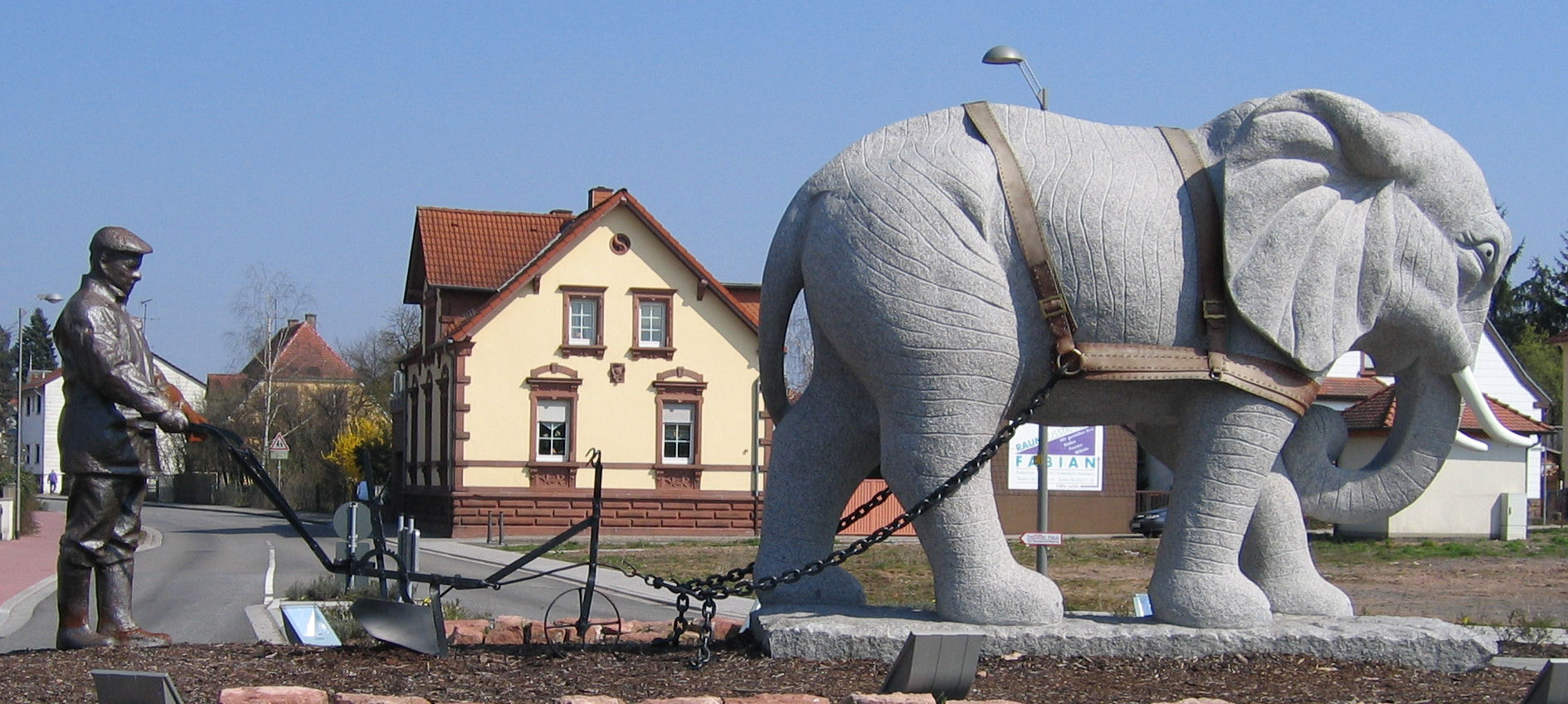
Monument a l'elefant llaurador a Alsenborn

### Verbandsgemeinde de Hochspeyer

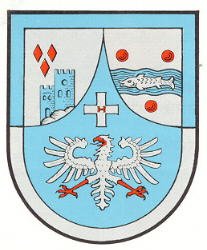
Escut del Verbandsgemeinde de Hochspeyer
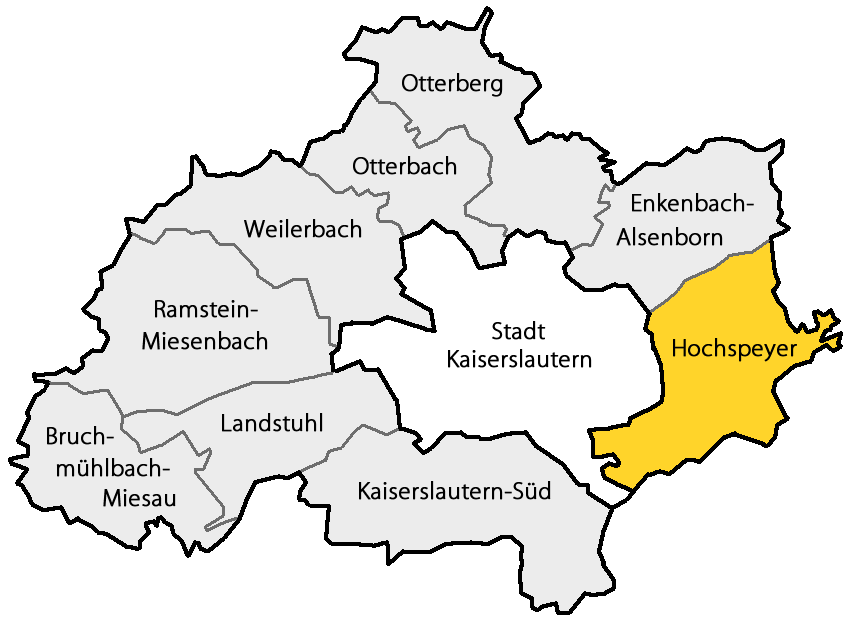
Mapa del Verbandsgemeinde de Hochspeyer
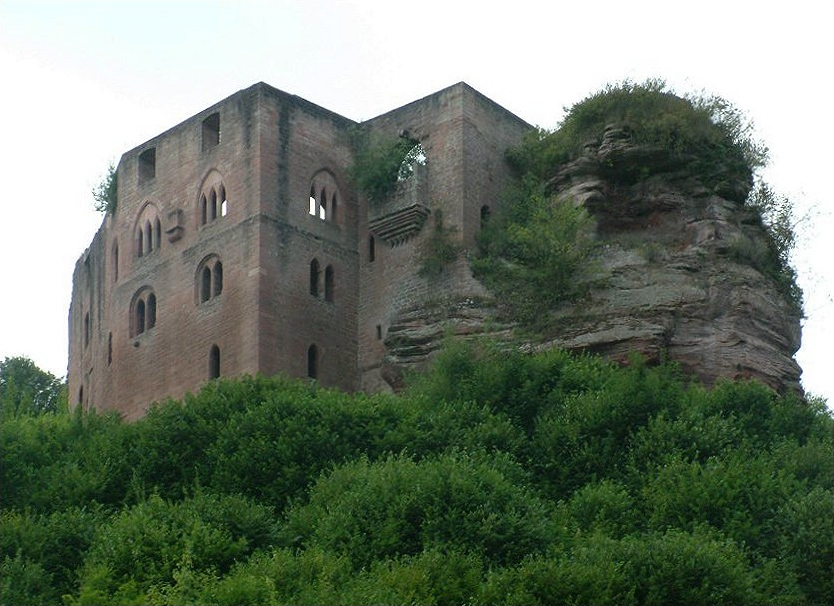
Castell de Frankenstein
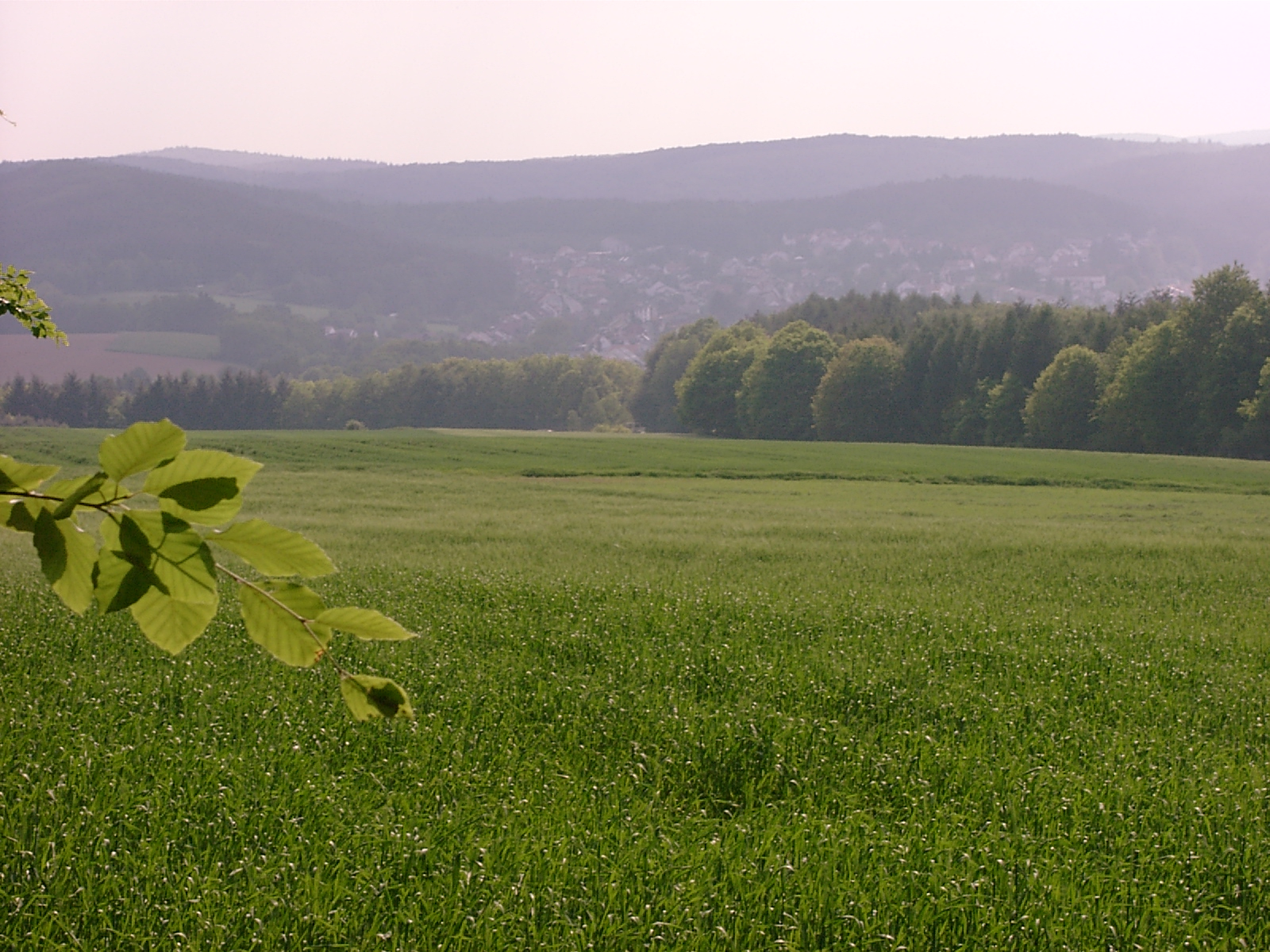
Camps i boscos de Hochspeyer
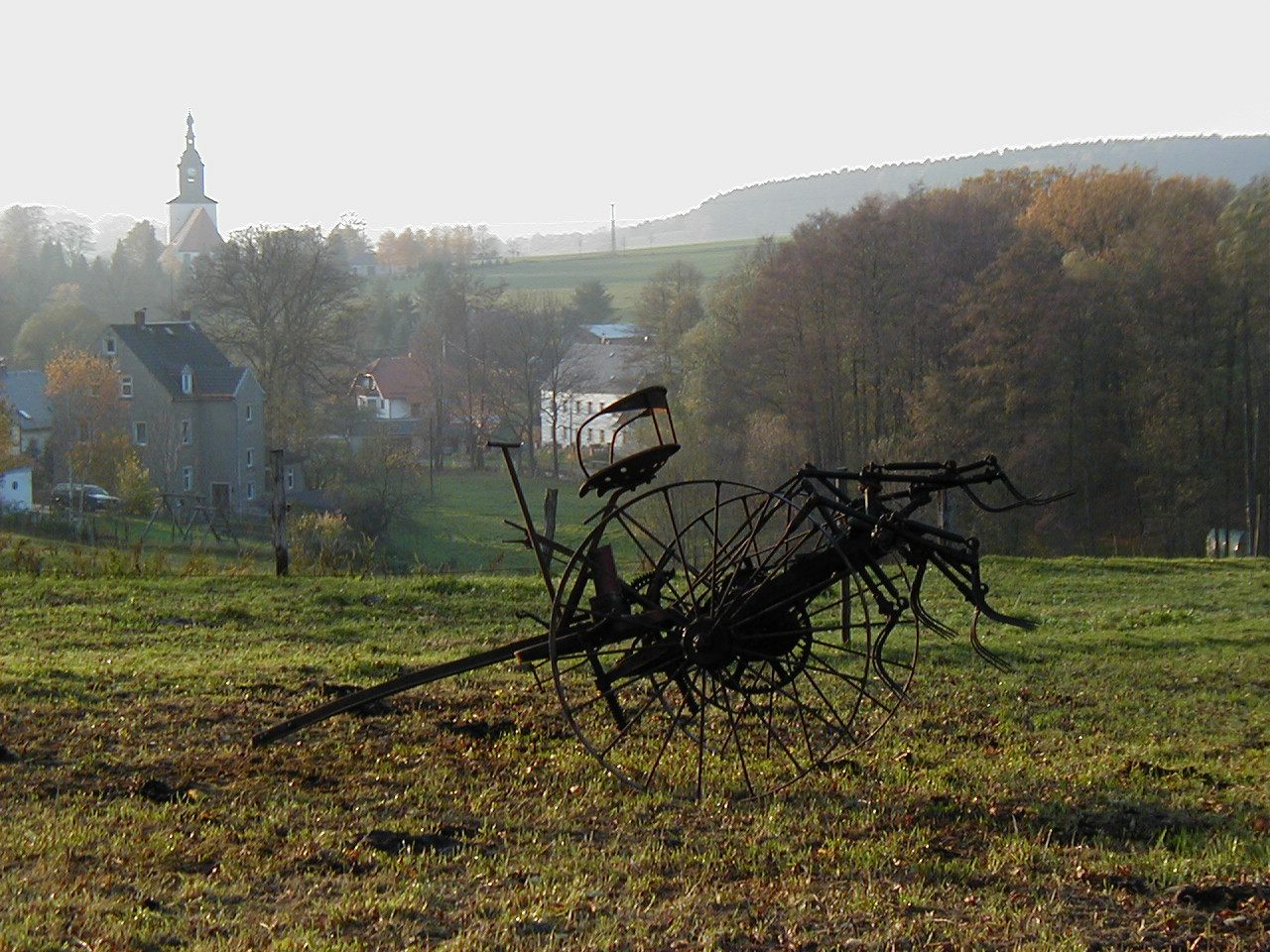
Camps de Frankenstein
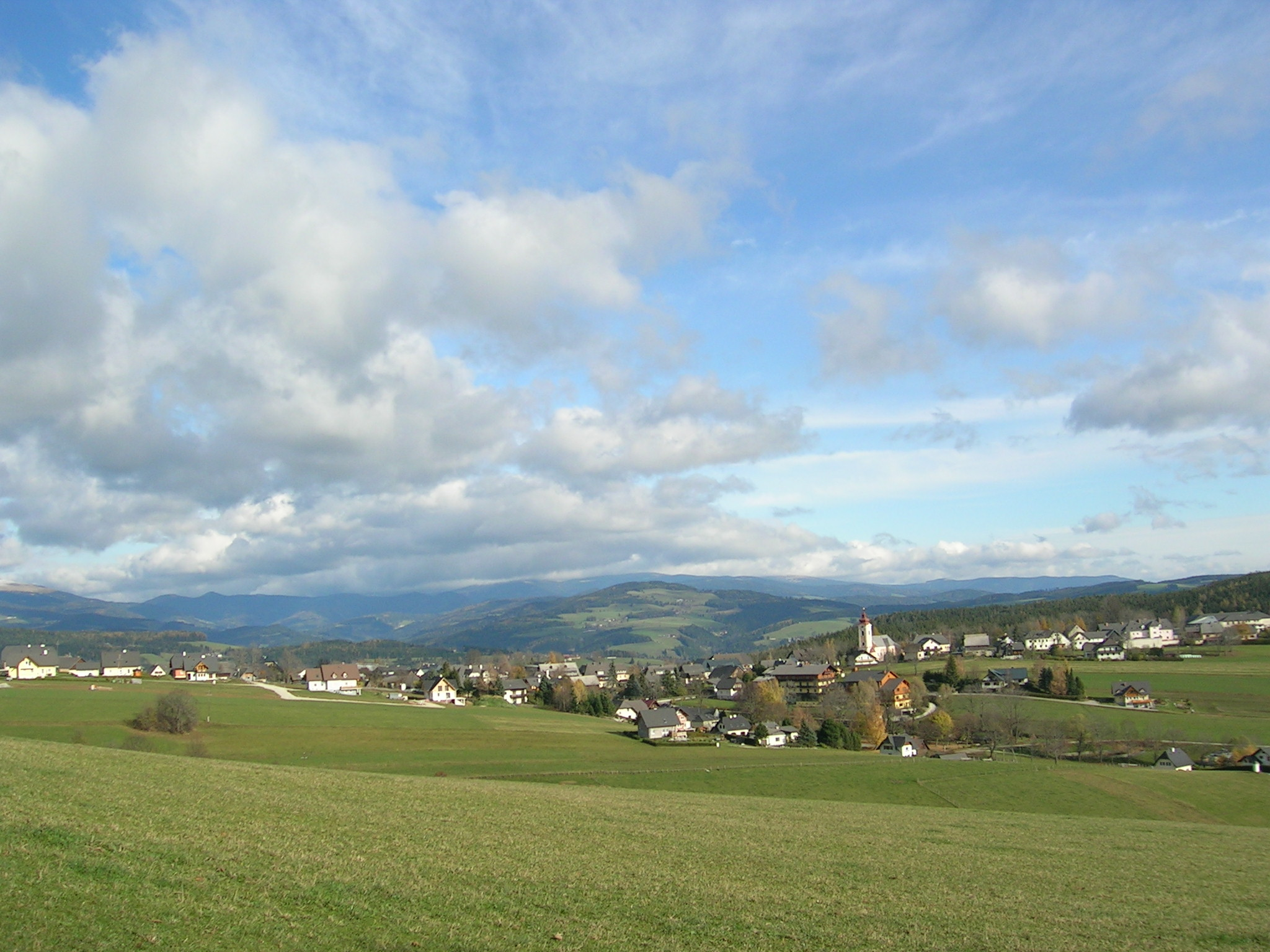
Vista del municipi de Fischbach
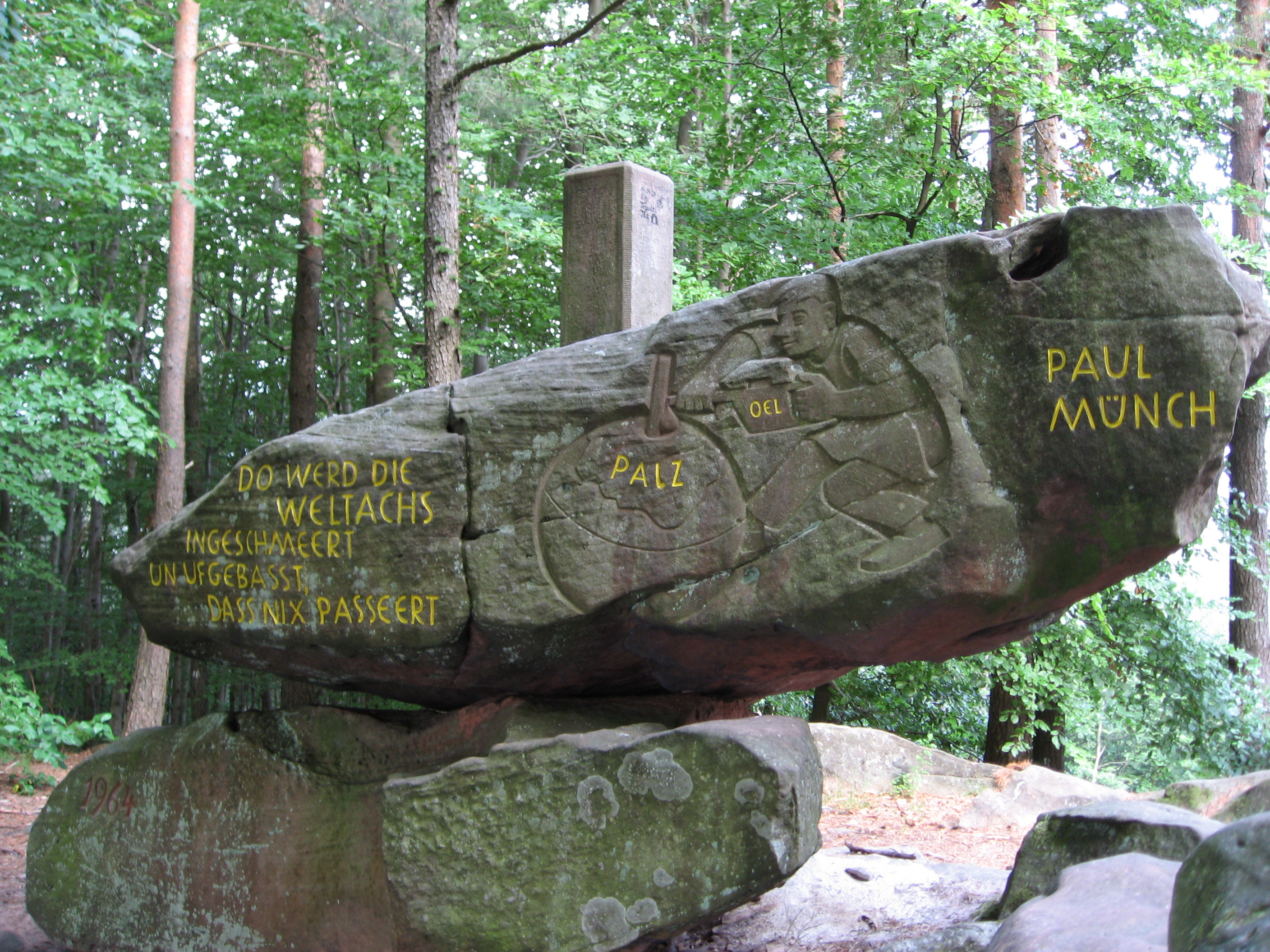
Monument al Pfalz a Waldleiningen

### Verbandsgemeinde de Kaiserslautern-Süd

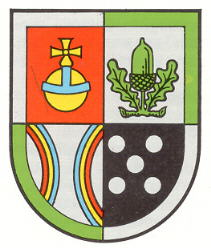
Escut del Verbandsgemeinde de Kaiserslautern-Süd
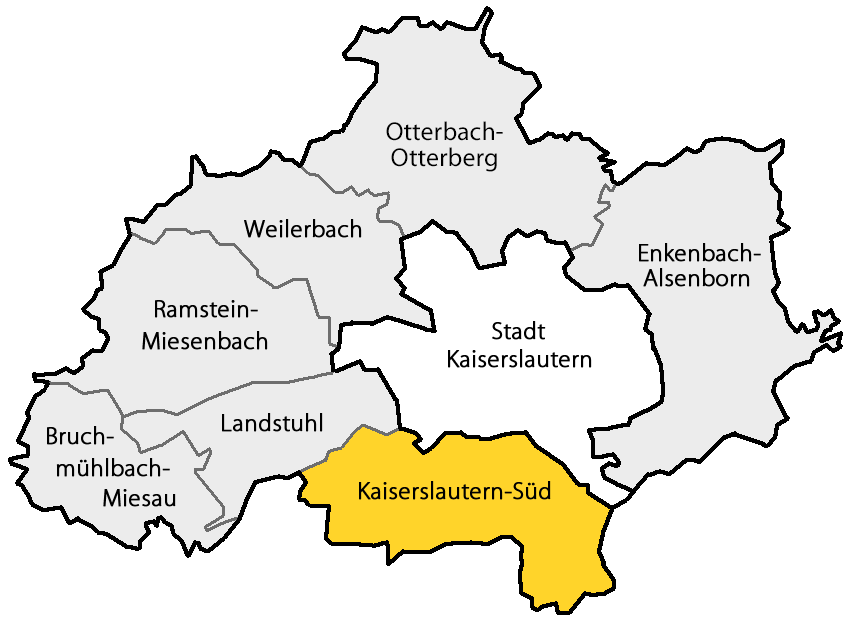
Mapa del Verbandsgemeinde de Kaiserslautern-Süd
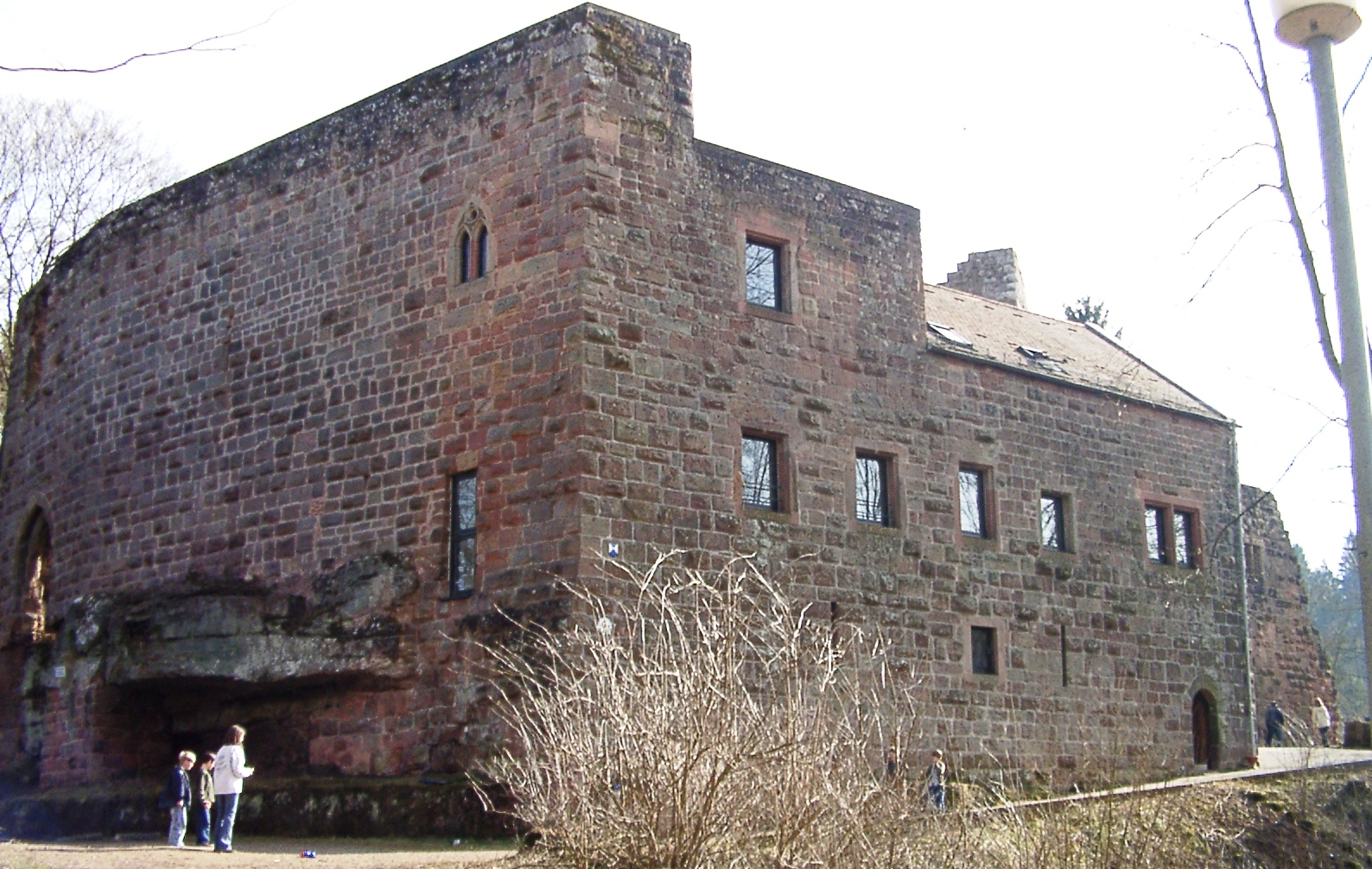
Castell de Wilenstein a Trippstadt
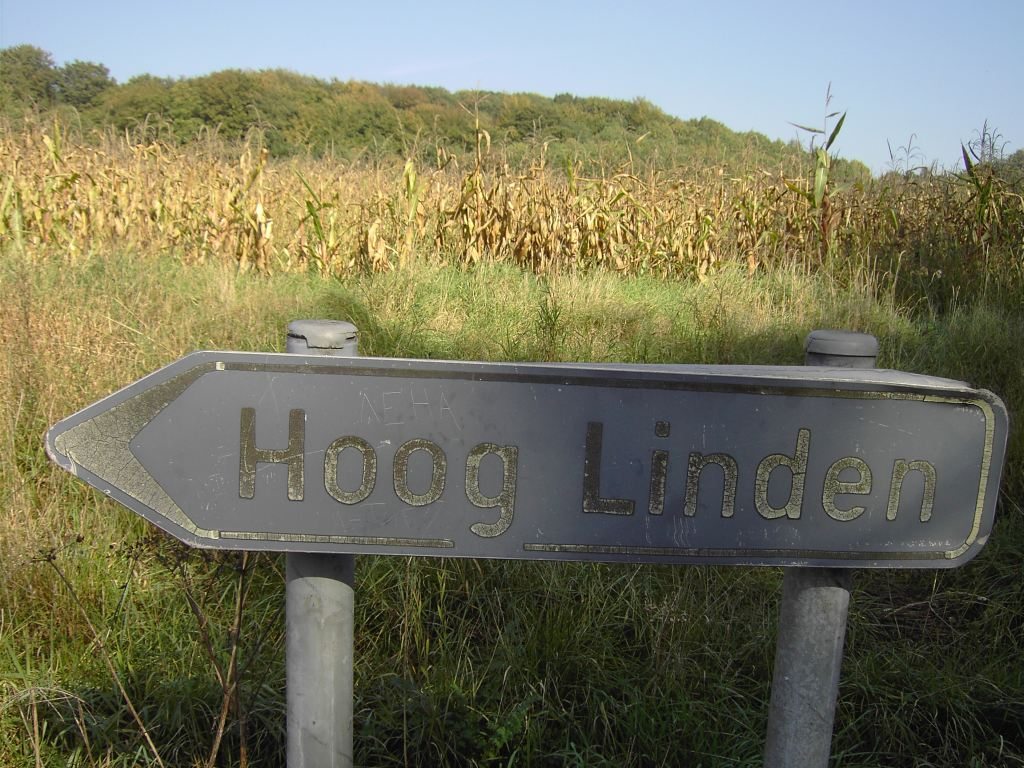
Senyal i camps de blat a Linden

### Verbandsgemeinde de Landstuhl

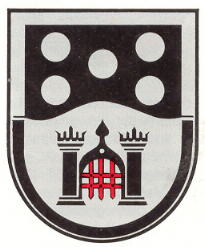
Escut del Verbandsgemeinde de Landstuhl
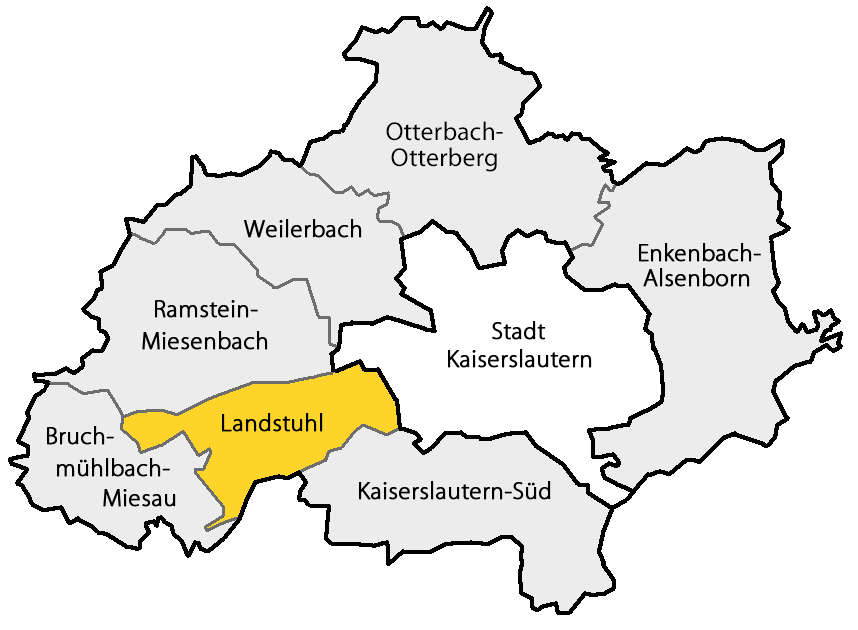
Mapa del Verbandsgemeinde de Landstuhl
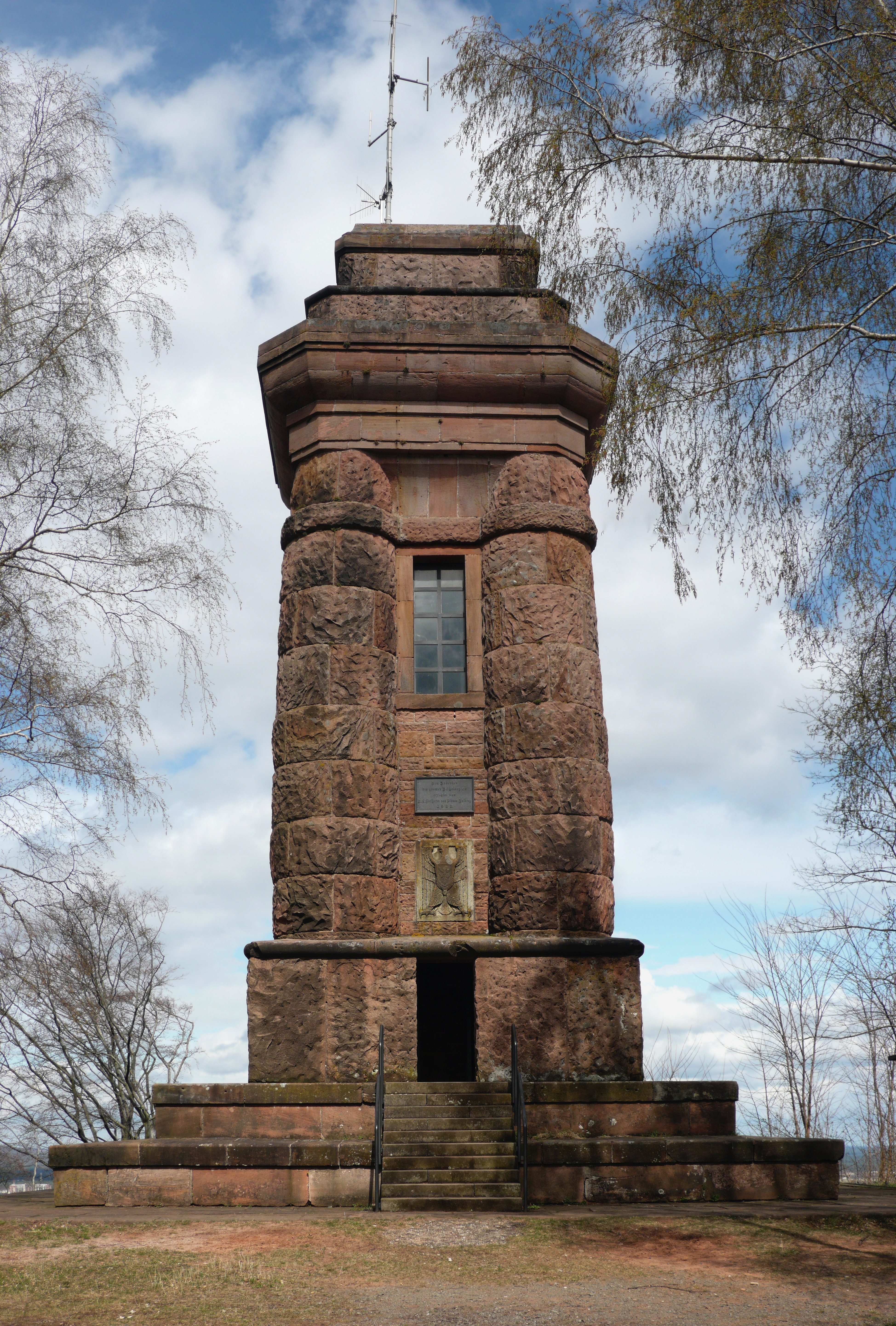
Torre de Bismarck a Landstuhl
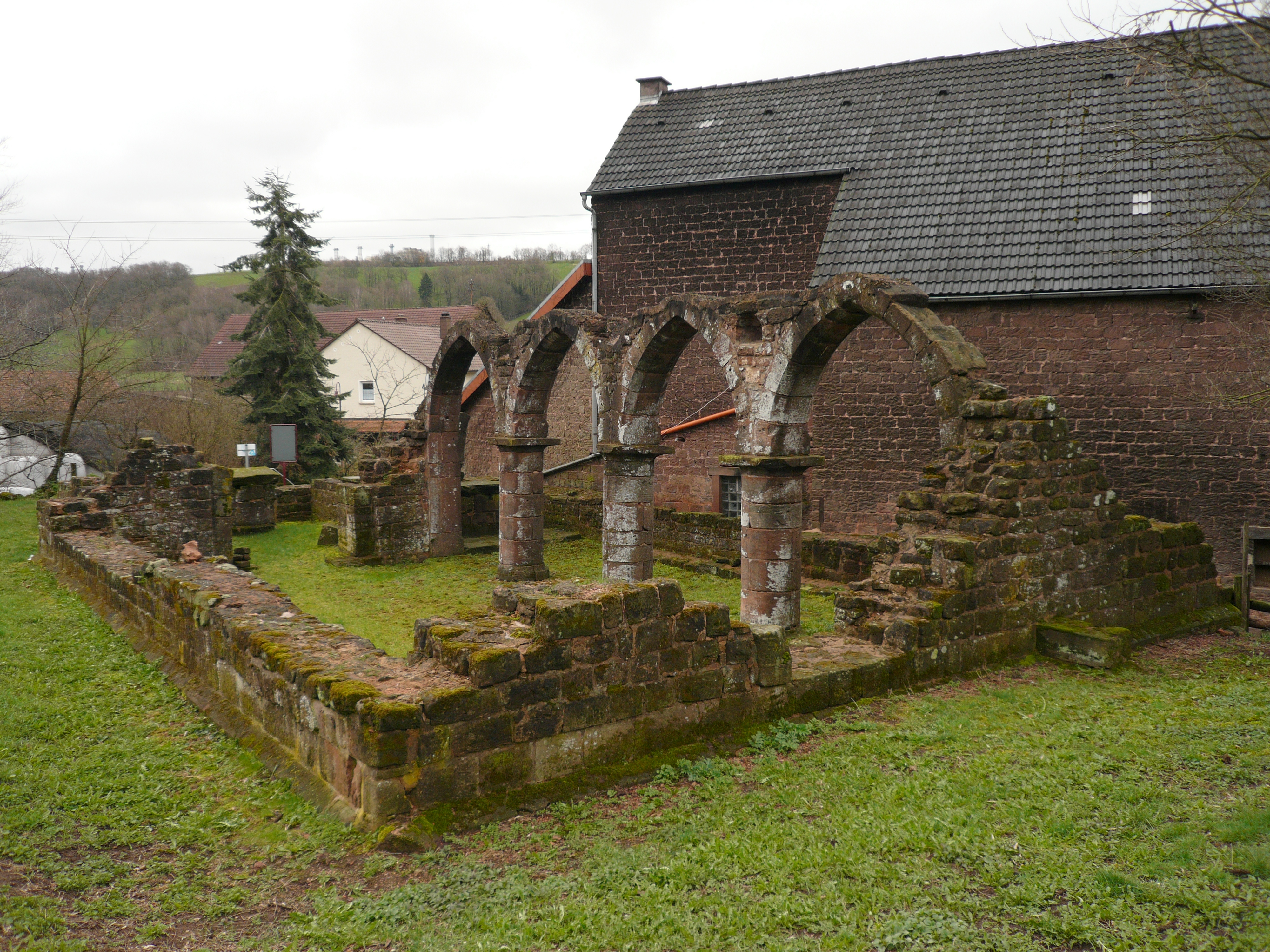
Capella en ruïnes a Mittelbrunn

### Verbandsgemeinde d'Otterbach

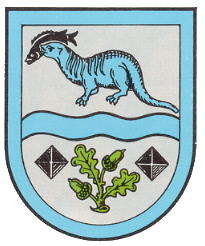
Escut del Verbandsgemeinde d'Otterbach
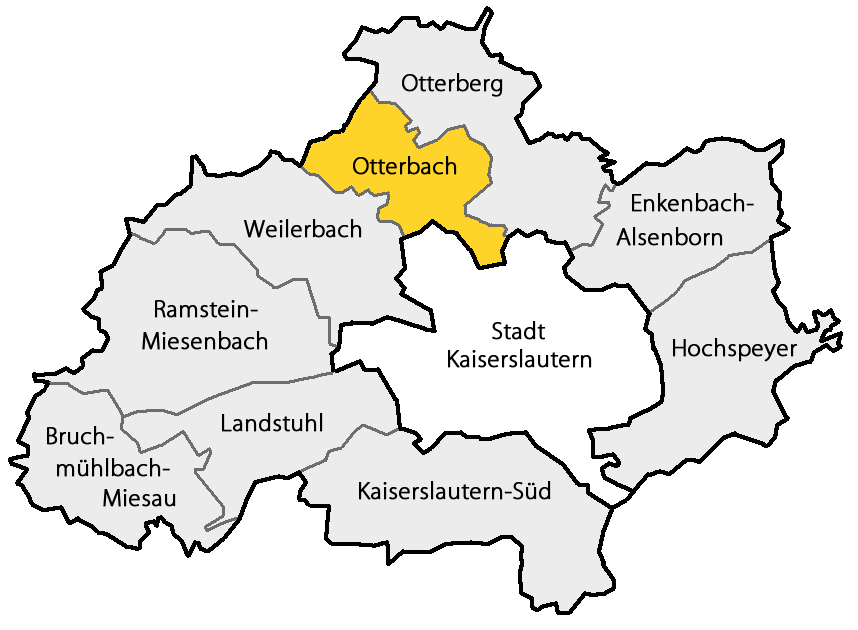
Mapa del Verbandsgemeinde d'Otterbach
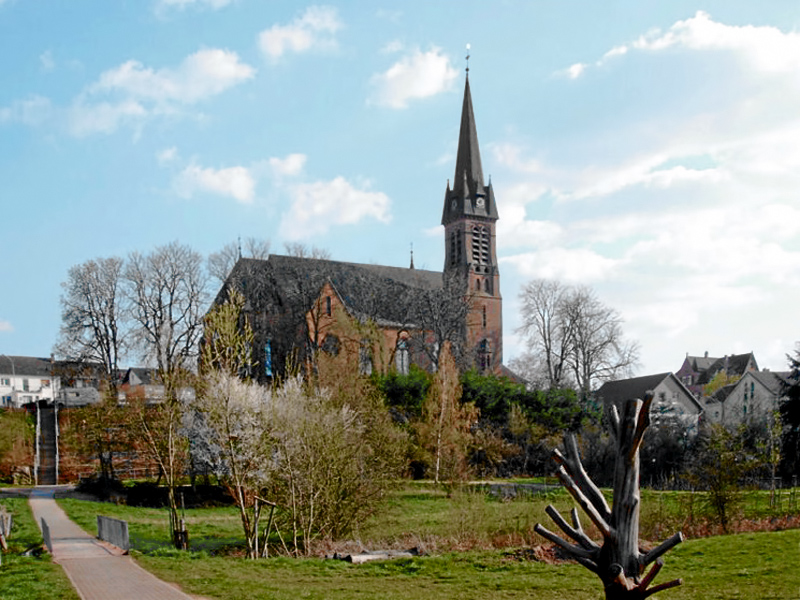
Església catòlica d'Otterbach
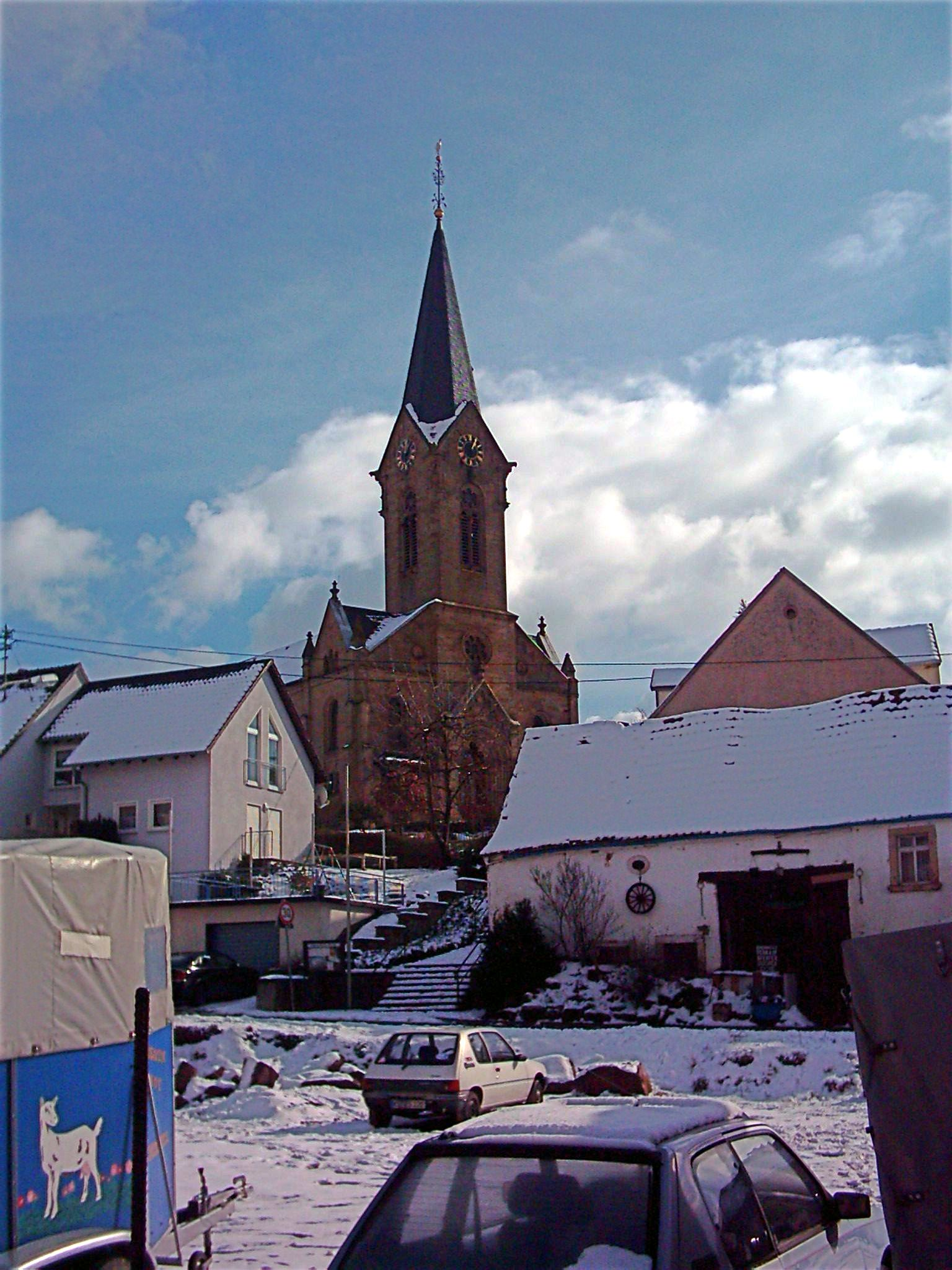
Església nevada d'Olsbrücken

### Verbandsgemeinde d'Otterberg

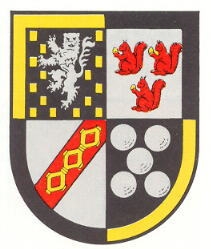
Escut del Verbandsgemeinde d'Otterberg
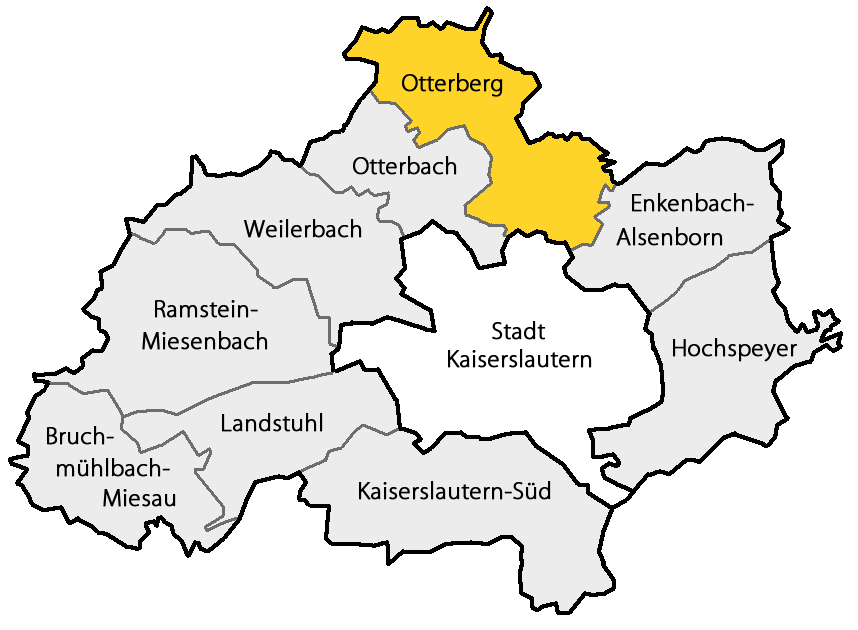
Mapa del Verbandsgemeinde d'Otterberg
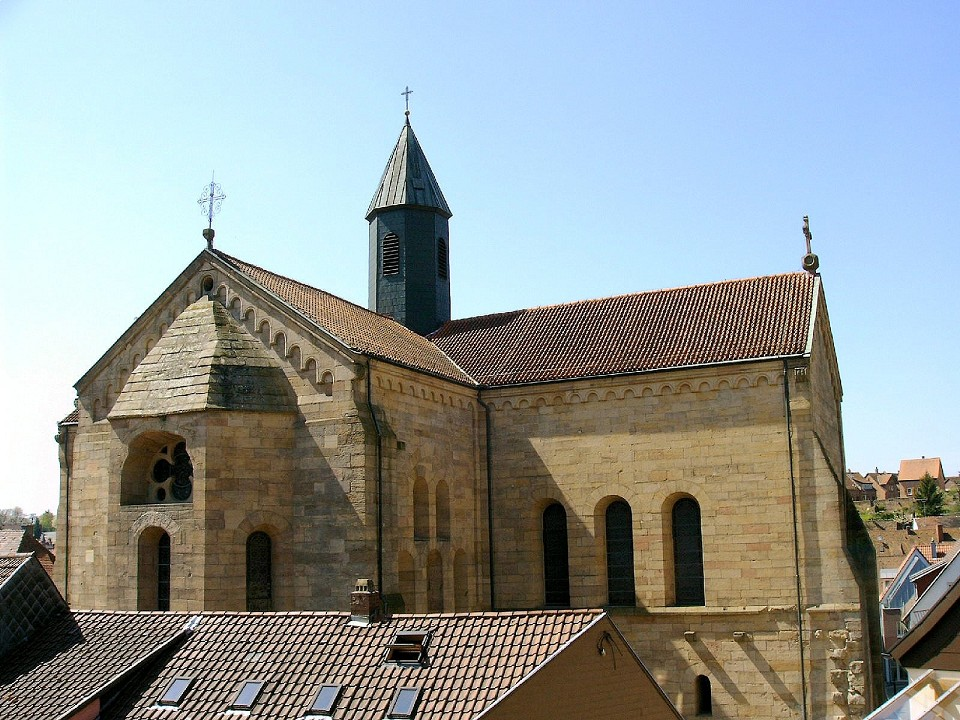
Abteikirche d'Otterberg
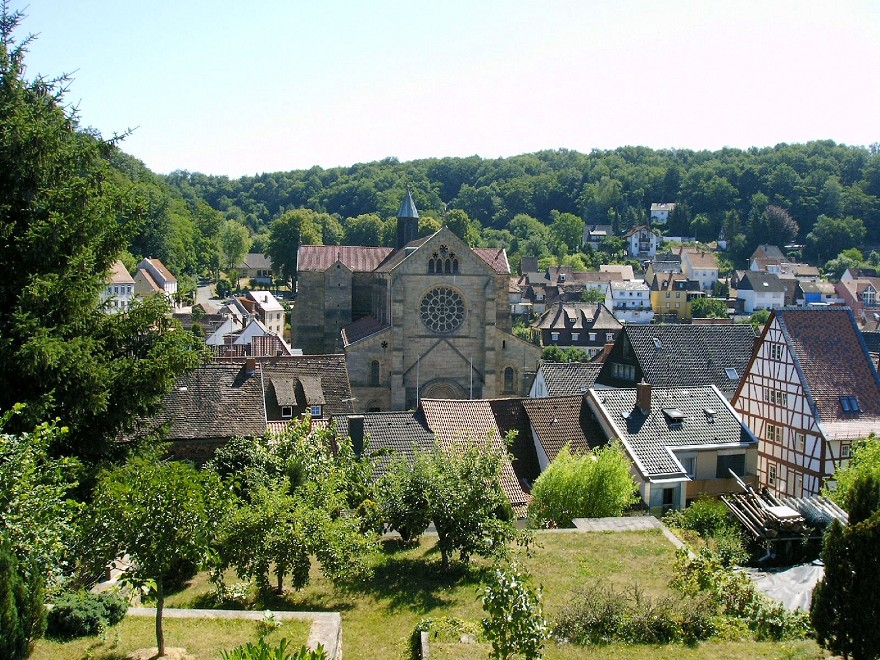
Vista d'Otterberg amb la Abteikirche

### Verbandsgemeinde de Ramstein-Miesenbach

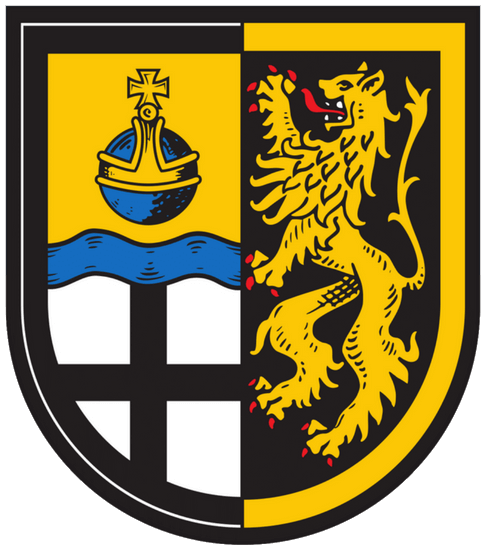
Escut del Verbandsgemeinde de Ramstein-Miesenbach
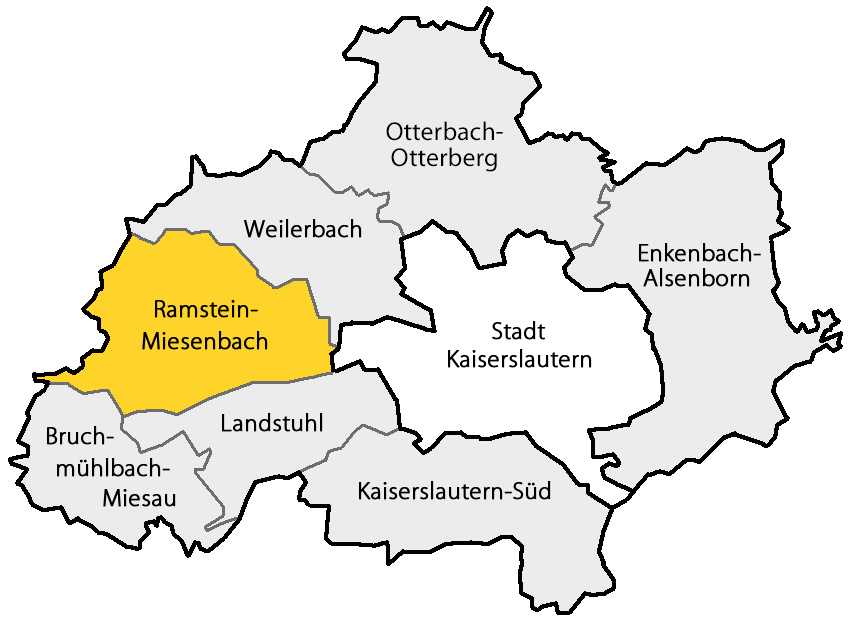
Mapa del Verbandsgemeinde de Ramstein-Miesenbach
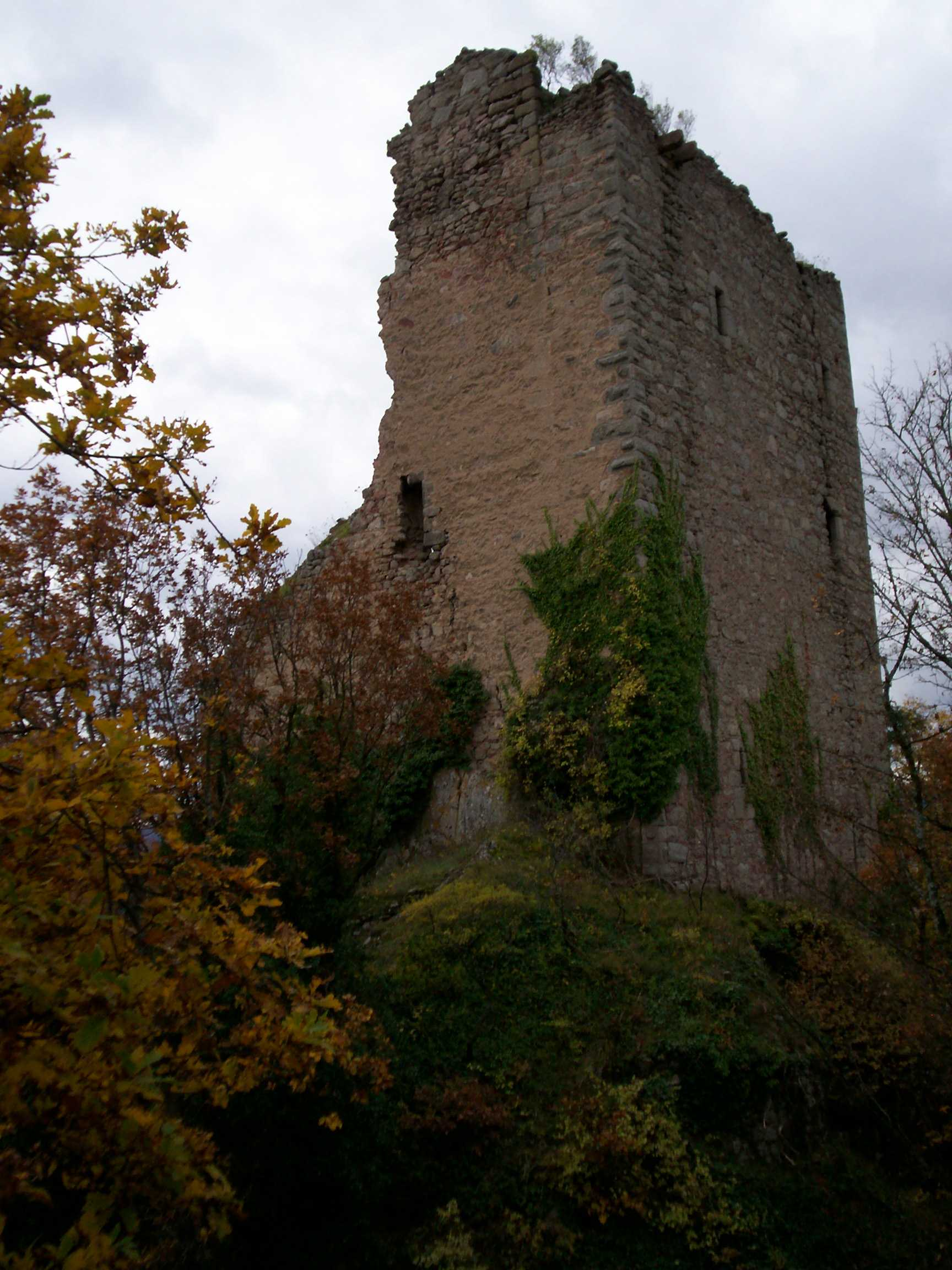
Castell de Ramstein
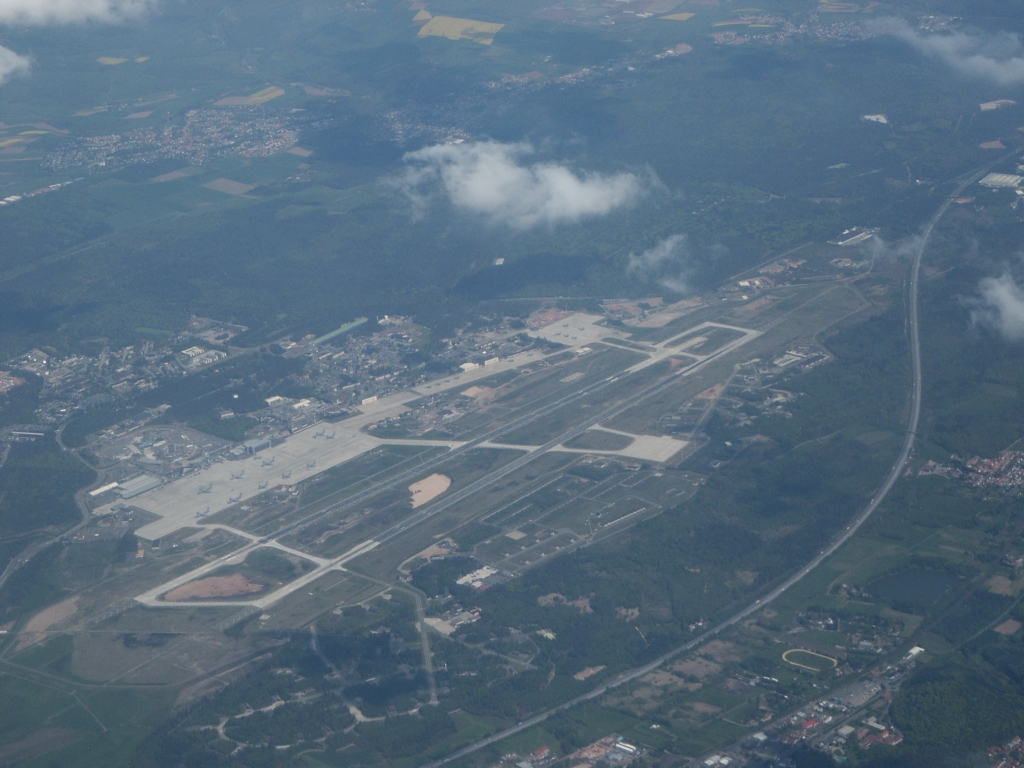
Base aèria nord-americana de Ramstein

### Verbandsgemeinde de Weilerbach

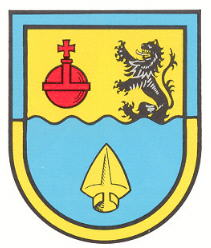
Escut del Verbandsgemeinde de Weilerbach
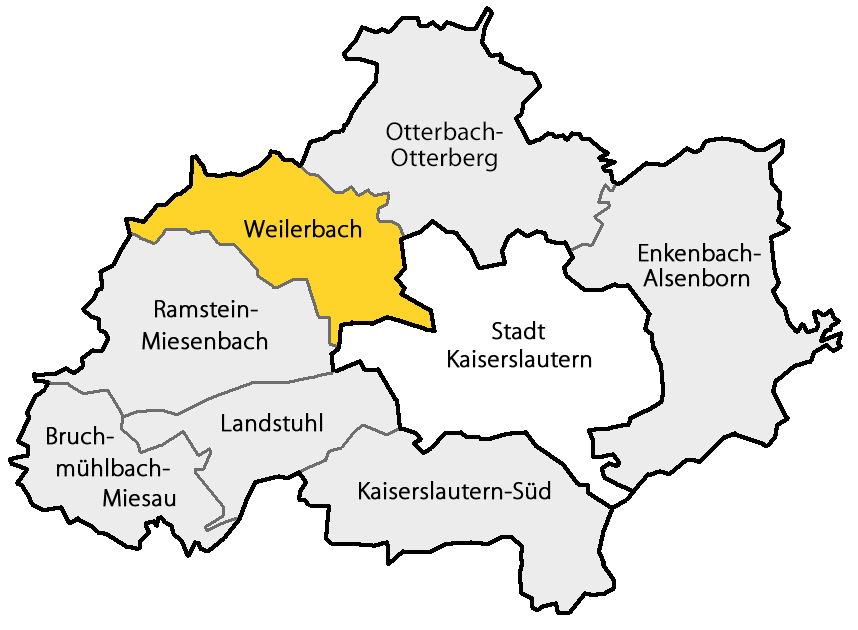
Mapa del Verbandsgemeinde de Weilerbach
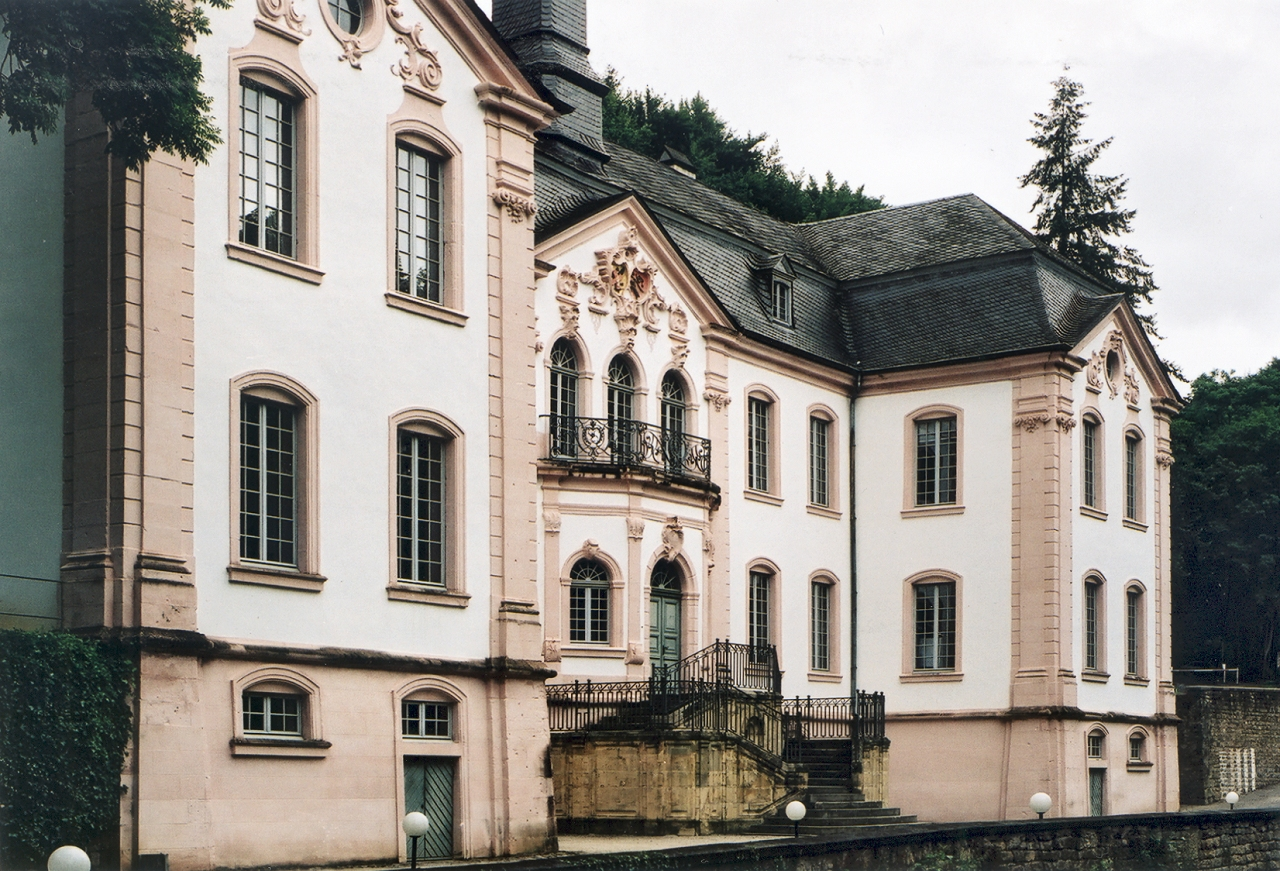
Façana del Schloß de Weilerbach
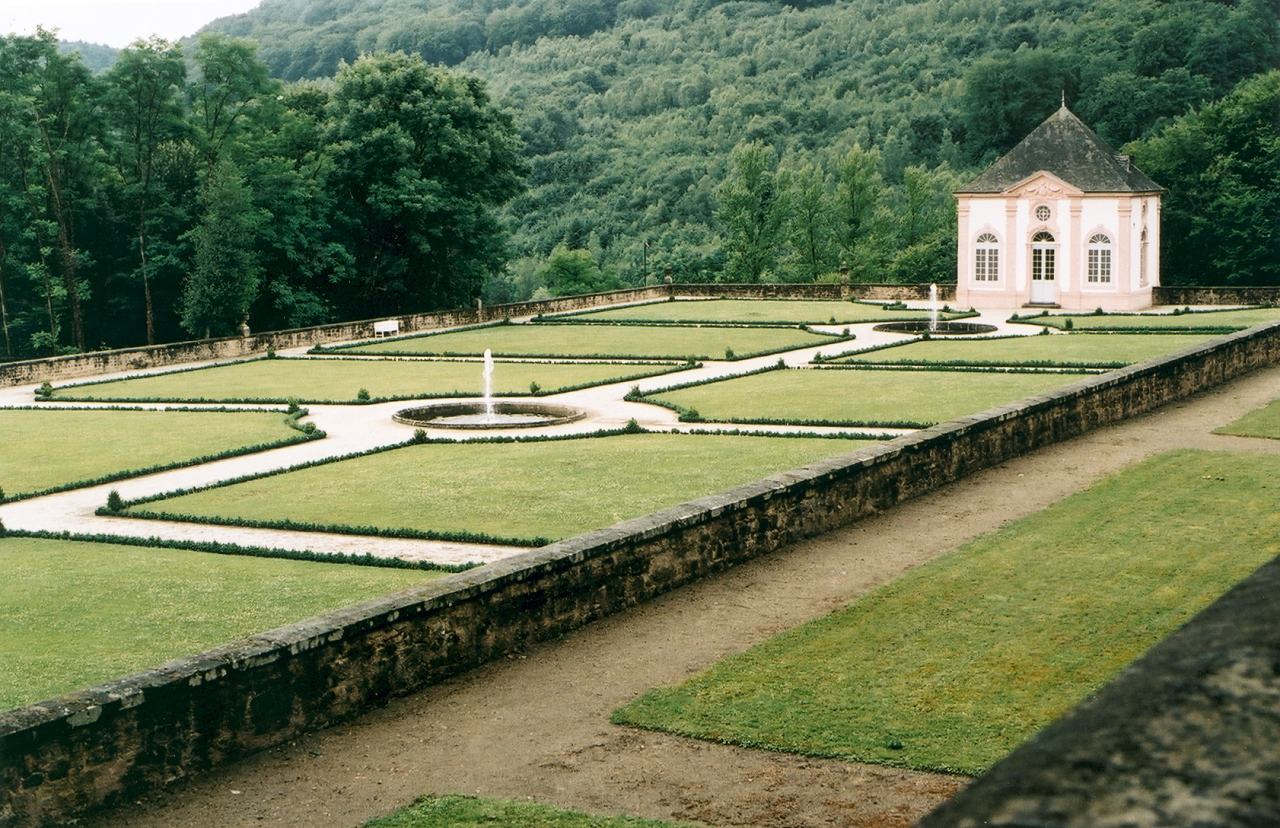
Jardins del Schloß de Weilerbach